# Voyage de découvertes aux terres australes
Voyage de découvertes aux terres australes est le titre court d'un récit de voyage dont la première édition fut publiée par François Péron en 1807 et qui fut par la suite complété et corrigé par Louis Claude de Saulces de Freycinet jusque dans les années 1820. Il décrit le périple qu'ils firent jusqu'en Australie dans le cadre de l'expédition Baudin, une expédition scientifique française, partie du Havre le 19 octobre 1800, qui ramena en métropole un très grand nombre de spécimens botaniques ou zoologiques inconnus des savants européens de l'époque.

## Histoire
La première édition du Voyage de découvertes aux terres australes est publiée par François Péron en 1807 à l'invitation de la commission scientifique qui avait préparé l'expédition. Elle s'appuie sur les journaux d'autres participants tels que Leschenault et comporte même deux chapitres entiers rédigés à la première personne du singulier par Louis de Freycinet : installé sur le Naturaliste, ce dernier ayant assisté à des événements que Péron et les autres savants du Géographe ont manqués. L'auteur principal prévoyait de faire suivre ce premier volume de plusieurs autres textes, et notamment d'un ouvrage consacré à la seule zoologie, science à laquelle il n'a cessé de s'adonner depuis son retour. Cependant, la maladie le contraint à renoncer, et le Voyage n'est plus augmenté que par les productions des autres participants revenus vivants, à commencer par un atlas contenant des illustrations de Lesueur et Petit en 1811.
Puis, en 1815, alors que Péron est mort depuis longtemps, Freycinet le complète encore d'une partie consacrée à la navigation dans laquelle il exploite lui aussi le contenu des journaux tenus par d'autres participants, à savoir Nicolas Baudin lui-même, mais aussi Bailly, Montbazin, Boullanger, Breton, Faure, son frère Henri de Freycinet, Hamelin, Leschenault, Ransonnet et Ronsard. Mais le résultat est boiteux, car Péron a rédigé son passage avant que les meilleures cartes n'aient été dessinées, et Freycinet s'emploie donc à corriger les erreurs qui restent. Les changements sont suffisamment importants pour reconnaître au Britannique Matthew Flinders la primauté de certaines découvertes géographiques en Australie dont la paternité était jusqu'alors incertaine, les deux pays s'en disputant la primauté.
Les contextes politique, économique et intellectuel ne sont guère favorables à la publication de ce volume en 1815 : Napoléon Ier, qui a commandité l’expédition, est vaincu militairement et la France traverse une grave crise politique, alors qu'en 1814, Flinders a publié A Voyage to Terra Australis (en) et que l’Angleterre a repris la maîtrise des mers. L’objectif de reconnaissance des côtes du sud-ouest et de l’ouest de la Nouvelle-Hollande et de la côte orientale de la Terre de Van Diemen est objectivement atteint par l’expédition Baudin, du moins dans ses grandes lignes. Les expéditions de Baudin et Flinders achèvent la cartographie d’ensemble du continent austral. Cet achèvement, un peu ignoré, résulte côté français en bonne partie du travail de Boullanger et Faure, en collaboration avec l’astronome Bernier, les frères Freycinet et d’autres officiers comme Ransonnet.
Les Français savent désormais à qui ils doivent l'introduction sur leur territoire du mimosa doré et de l'eucalyptus, d'abord plantés par l'impératrice Joséphine à la Malmaison. Les oiseaux et des animaux de toutes sortes ont commencé alors à enrichir le jardin du parc de la Malmaison, où on leur a permis d'errer librement. À cette époque, la femme de l'Empereur avait dans sa propriété des kangourous, des émeus, des cygnes noirs célèbres dans toute l'Europe.
Les Australiens comprennent pourquoi, alors qu'on leur a souvent caché l'existence de ces découvreurs, tant de noms français parsèment leurs côtes, au point que l'universitaire australien Leslie Ronald Marchant a pu titrer France Australe l'ouvrage consacré aux origines de l'Australie occidentale.

## Prémices de l'expédition

### La Nouvelle-Hollande en 1800

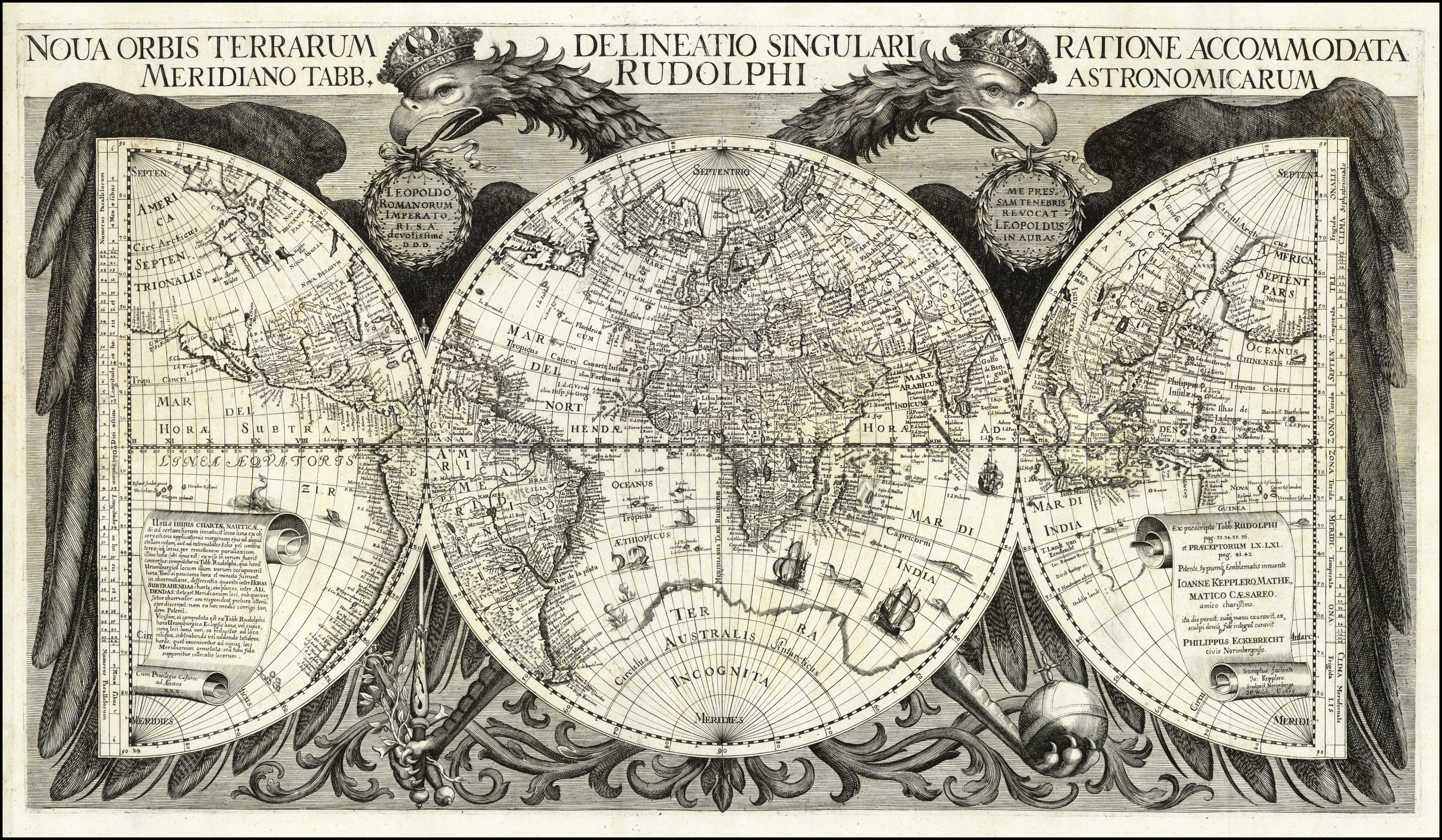
Carte de Johannes Kepler (1627).

Que connait-on de la Nouvelle-Hollande (Australie) en 1800 ? Les Hollandais, dans la première moitié du XVIIe siècle, ont aperçu, de loin en général, les côtes nord-ouest, ouest et sud-ouest de l’Australie, en leur donnant les noms des découvreurs : Terre d'Arnhem, Terre de Witt, Terre d'Endracht, Terre d'Edels, Terre de Leeuwin et Terre de Nuyts. Pieter Nuyts, qui s’était engagé loin dans l’est de la côte sud, avait fait de l’Australie une avancée du continent austral.
En 1642, le gouverneur général des Indes hollandaises, Antonio van Diemen, envoie son agent Abel Tasman en reconnaissance. Débordant la Terre de Van Diemen (Tasmanie) et la Nouvelle-Zélande par le sud, il apporte la confirmation de l’insularité de l’Australie.
L’espagnol Torrès avait déjà, en 1606, montré la séparation de l’Australie de la Nouvelle-Guinée par le détroit qui porte son nom. James Cook reconnaît en 1770 la côte orientale, avant que soit fondée la colonie pénitentiaire de Port Jackson (Sydney) en 1788. D’Entrecasteaux, à la fin de 1792, reconnaît la partie occidentale de l’Australie, du cap Leeuwin au cap des Adieux (Terre de Nuyts) ; un canal porte son nom au sud de la Terre de Van Diemen. La première circumnavigation de la Terre de Van Diemen est effectuée par MM. Flinders et Bass entre le 7 octobre 1798 et le 12 janvier 1799, à partir de Port Jackson.
La seconde moitié du XVIIIe siècle donne lieu à l’organisation de nombreux voyages de découverte, en France et en Angleterre, dont les plus connus sont ceux de l'Anglais Cook et des Français Marion du Fresne, de Saint-Aloüarn, Bougainville, Lapérouse et d’Entrecasteaux. Ils ont fait faire d’énormes progrès à la géographie de l’océan Pacifique, encore peu exploré.

### Origines de l'expédition

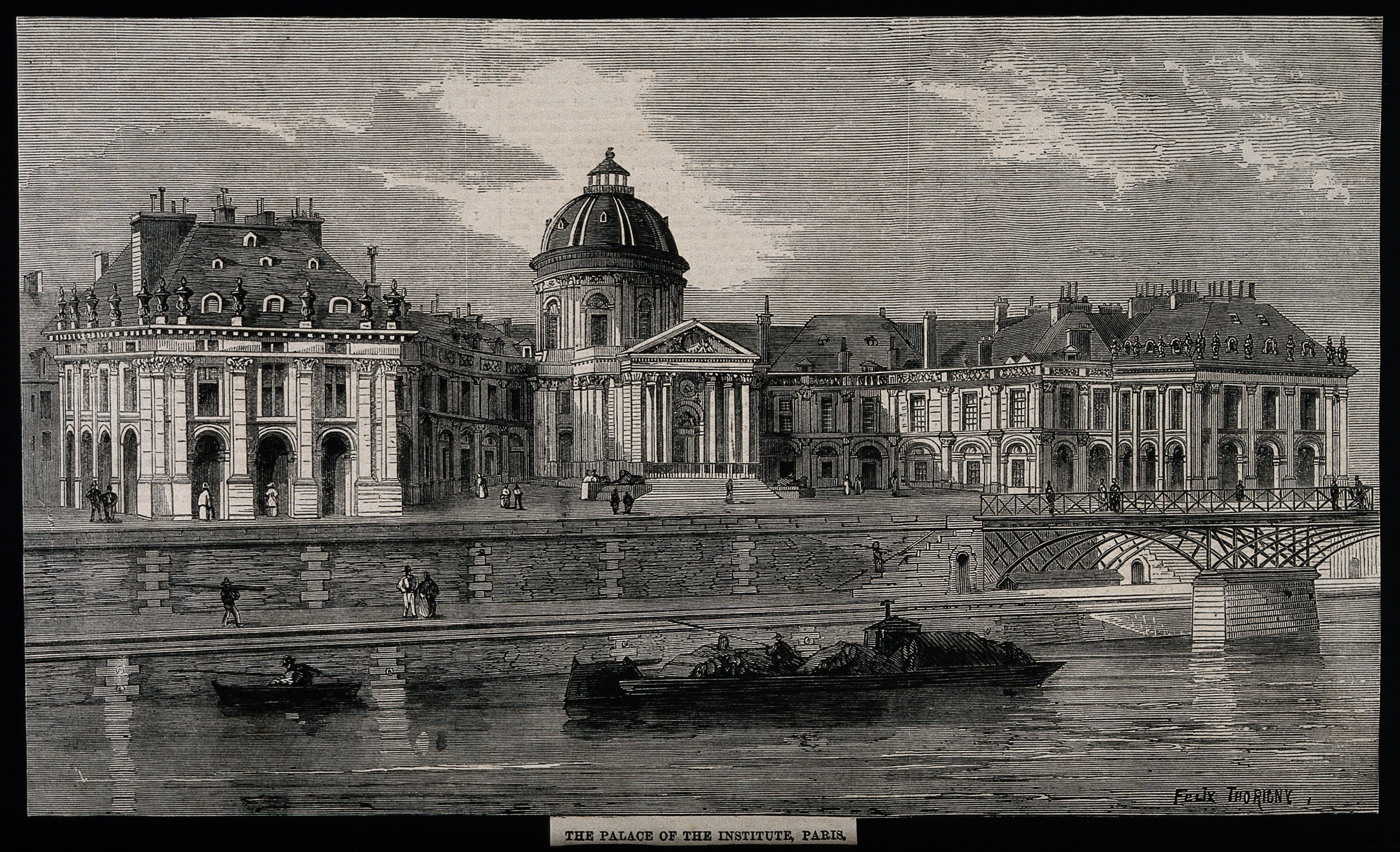
Institut de France (Paris).

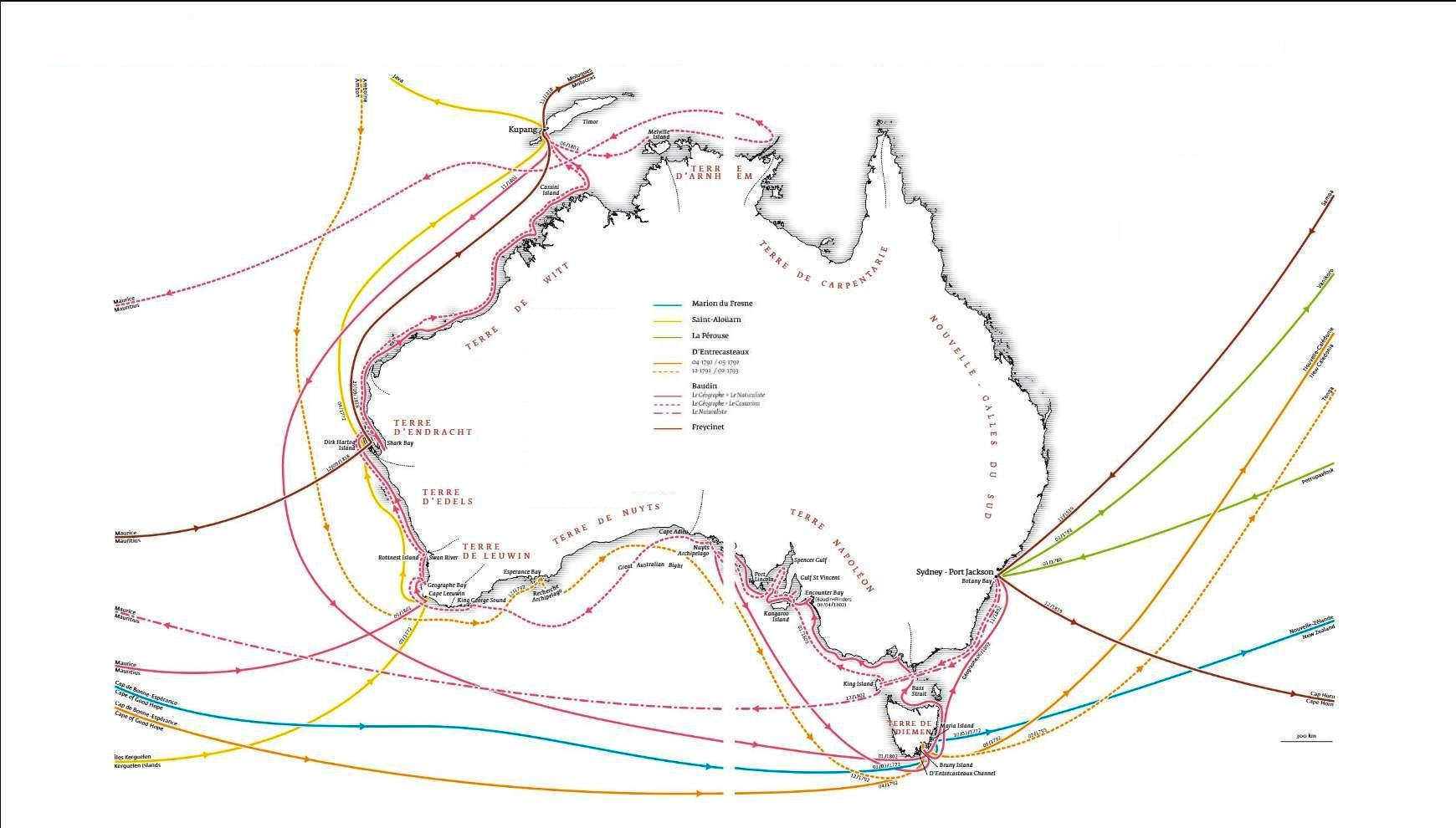
Les expéditions françaises en Australie.

En France, les troubles révolutionnaires et les guerres extérieures ont évidemment interrompu ce genre d’expédition et il faut attendre 1798 pour qu’un navigateur, Nicolas Baudin, récemment intégré dans la marine de la République (5 août 1798), avec le grade de capitaine de vaisseau, présente au ministre un ambitieux projet de voyage de circumnavigation dans le Pacifique, malgré une conjoncture défavorable. Le Directoire a d’autres soucis et, bien qu’appuyé par les naturalistes Jussieu et Lacépède, le projet n’aboutit pas faute de crédit.
L’avènement de Bonaparte crée des conditions nouvelles et Baudin, le 7 mars 1800, présente un autre programme encore plus ambitieux, axé sur la recherche en sciences naturelles. Accompagné d’une délégation de membres de l’Institut, il est reçu par le Premier consul Napoléon Bonaparte, au palais des Tuileries, en présence du ministre de la Marine, Forfait. Fort de son expérience acquise en Extrême-Orient, dans les mers du Sud et aux Antilles, il lui explique l’intérêt qu’il y aurait à rattraper l’énorme retard pris par la France dans le domaine scientifique, notamment dans celui des sciences naturelles, à la suite des événements de la Révolution. Bonaparte accepte le principe de l’expédition projetée en Nouvelle-Hollande (Australie), mais en réduit considérablement l’ampleur.
Le ministre de la Marine Forfait, en s’appuyant sur les connaissances déjà acquises par les Anglais et d’Entrecasteaux, fixe comme objectif au commandant Baudin une reconnaissance détaillée des côtes du sud-ouest, de l’ouest et du nord de la Nouvelle-Hollande. Compte tenu des conditions météorologiques, il lui est recommandé de commencer ses travaux cartographiques par le sud et de ne pas s’y attarder au-delà de la fin du mois de juin. Après les échecs de Cook et Vancouver pour gagner l’Extrême-Orient par le passage du nord-ouest, et les difficultés opposées aux navigateurs par la route à contre-mousson pour atteindre la Chine, l’intérêt s’est porté sur le contournement par le sud de l’Australie pour se rendre à Canton.
C’est dire l’importance des parages sud de l’Australie, et de la Tasmanie, où Baudin est chargé de s’informer minutieusement des implantations anglaises dans la région. C’est aussi pourquoi, dès l’arrivée du Géographe à Port Jackson (Sydney) (20 juin 1802), François Péron, géologue de l’expédition, écrit à Decrès, ministre de la Marine, pour l’informer de l’état de la colonie britannique et des défenses naturelles de Port Jackson, « l'un des plus beaux [ports] du monde ».

## Préparatifs de l'expédition

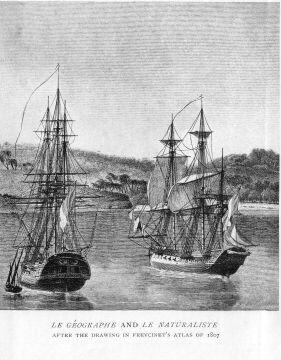
Le Géographe et le Naturaliste.

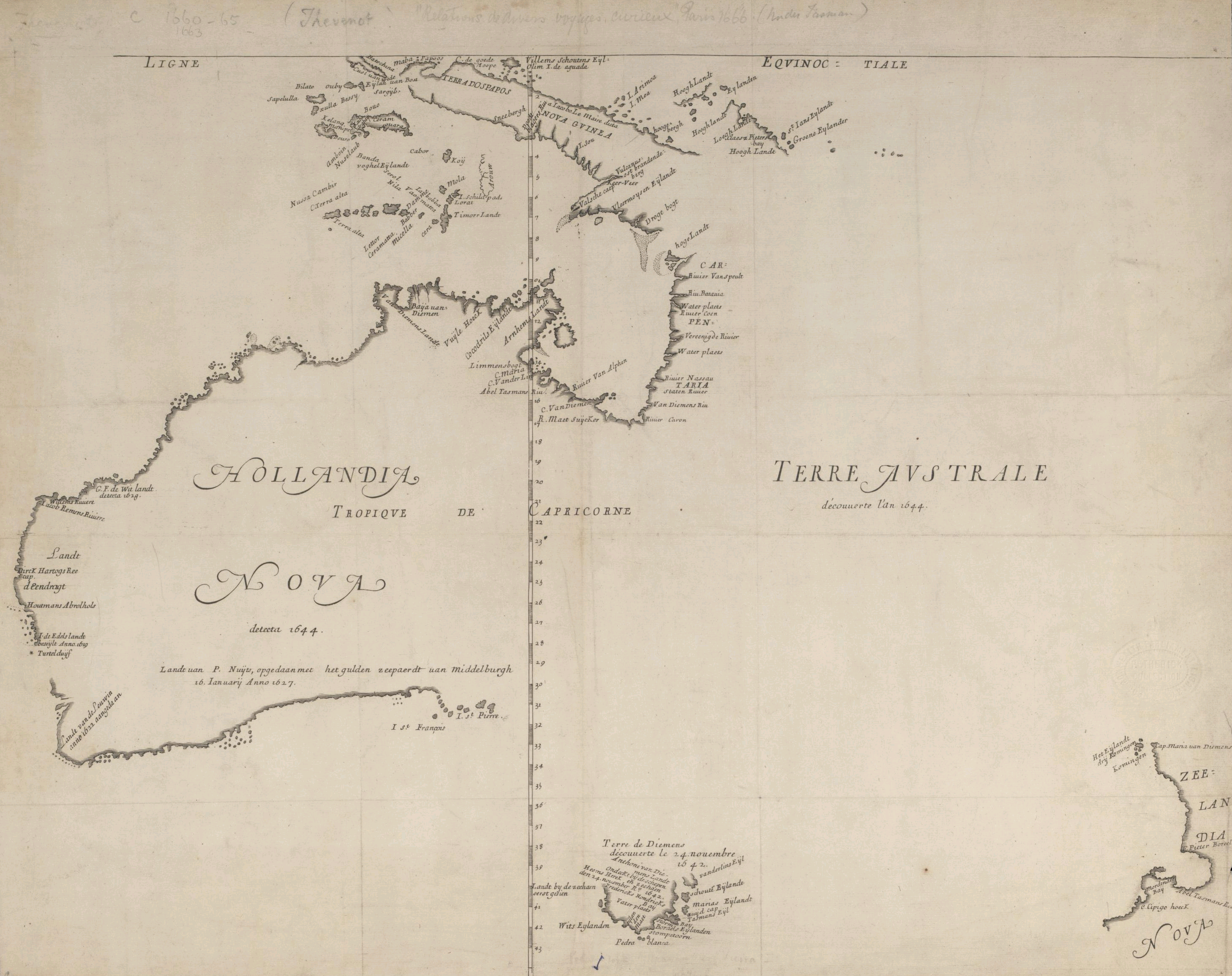
Carte de la Nouvelle-Hollande de 1644.

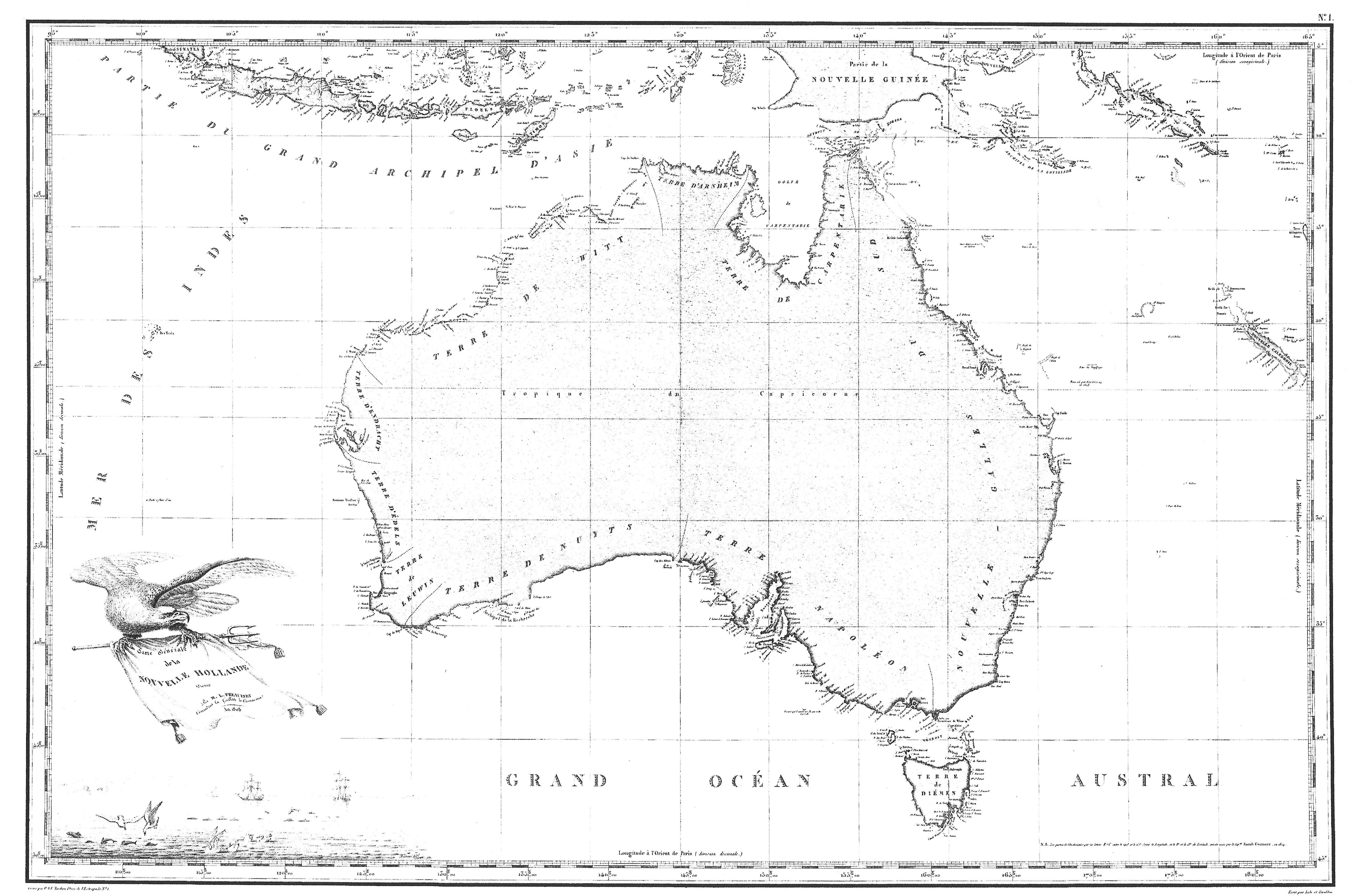
Carte de Freycinet (1811).

L'expédition est soigneusement préparée. L’Institut de France, récemment créé en 1795 pour remplacer les anciennes académies supprimées par la Convention, joue un rôle déterminant en créant à cet effet une commission comprenant la fine fleur des savants de l’époque : Lacépède, Jussieu, Laplace, Cuvier, Bougainville, Fleurieu, Bernardin de Saint-Pierre, et quelques autres moins célèbres. C’est la première fois, dans l’histoire des voyages de découvertes, qu’est mis à contribution un tel nombre de sommités scientifiques, chargées de préparer les instructions qui seraient données au chef de l’expédition.
Une autre originalité est l’importance nouvelle accordée aux préoccupations anthropologiques. Dans le mouvement qui se développe alors de reconstitution des sociétés savantes, naît en 1799 l'éphémère Société des observateurs de l'homme (qui disparaîtra en 1804), qui confie à Joseph-Marie de Gérando, futur baron d'Empire, le soin d’établir un programme à l’usage des jeunes ethnographes pour l’observation des populations rencontrées au cours de leurs campagnes et leur représentation picturale.
Pour mener à bien ce programme complexe englobant des disciplines scientifiques variées, il est essentiel de prévoir des navires robustes et une équipe aussi étoffée que judicieusement choisie. Pour ce qui est des navires, le choix se porte sur deux corvettes, la Galathée et la Menaçante, que l’on s’empresse de rebaptiser respectivement le Géographe et le Naturaliste afin de bien afficher le but purement scientifique de la mission.
Les deux navires de construction récente – avec une coque doublée en cuivre, déplaçant environ 1 000 tonneaux – ont des performances différentes, le Géographe étant plus rapide que le Naturaliste, ce qui a des conséquences fâcheuses, aussi bien dans les traversées sur longue distance qu’en hydrographie. Pour tenir compte des expériences acquises lors des grands voyages précédents, les deux navires reçoivent des aménagements spéciaux pour stocker dans les meilleures conditions possibles les collections d’histoire naturelle que l’on compte rapporter.
L’une d’entre elles est d’ailleurs réservée à Joséphine de Beauharnais, l’épouse du Premier Consul, pour enrichir son parc de la Malmaison. On donne également un soin particulier aux approvisionnements de tous genres, vivres et matériel, comme on peut s’en convaincre en lisant le journal du commandant Baudin. Les équipements sont aussi complets que l'autorisent les techniques de l’époque, et comprenaient notamment un alambic pour distiller l’eau de mer et la rendre potable.
On peut s'interroger sur l'opportunité du choix du capitaine de vaisseau Nicolas Baudin pour diriger une campagne qui va durer de longs mois. L’expédition est assurément de son initiative, ce qui rend difficile de lui en contester le commandement, mais sa carrière antérieure constitue un sérieux handicap psychologique vis-à-vis de ses subordonnés. Baudin n’a appartenu ni à la Marine royale, ni à celle de la Révolution et l’essentiel de ses services s’est fait sous pavillon étranger, ennemi de surcroît. Il lui aurait donc fallu beaucoup de diplomatie pour se faire accepter de ses subordonnés.
Malheureusement, le commandant du Géographe est tout à fait dépourvu de cette qualité. Tous les témoignages concordent sur la nature entière, autoritaire et glacée, rancunière, de son caractère. Les officiers, les équipages et les scientifiques lui reprochent son entêtement, son absence de compassion aux souffrances de l’équipage, son indifférence aux précautions d’hygiène, la réalisation d’un grand programme scientifique sous une forte pression. Le jeune astronome Bernier écrit de lui : « grave et solitaire, il repoussait tout le monde par ses manières brusques et malhonnêtes ».
Le commandant du Naturaliste, le capitaine de frégate Hamelin, est heureusement d’un naturel plus agréable et sait faire régner à son bord une atmosphère d’ordre, de discipline, mais aussi de fraternité, qui contraste avec l’aigreur qui ne cesse de s’exprimer sur le Géographe.
Les officiers, officiers mariniers et équipages ont été choisis avec un soin extrême : vingt-deux savants civils, dont deux astronomes, deux ingénieurs géographes, un ingénieur du génie maritime, cinq zoologistes (dont le zoologiste et médecin François Péron, élève de Cuvier), trois botanistes et trois dessinateurs chargés de constituer un véritable reportage sur les pays visités.
On y remarque six jeunes gens des toutes premières promotions de l'École polytechnique, récemment créée par la Convention en 1794 et à laquelle Napoléon donnera en 1804 le statut militaire : Charles-Pierre Boullanger, ingénieur géographe (1794) ; Charles Moreau, aspirant (1794) ; Pierre Faure, ingénieur géographe (1795) ; Jean-Marie Maurouard, aide-timonier (1795) ; Joseph Bailly, minéralogiste (1796) et Hyacinthe de Bougainville, aspirant (1799). La présence de polytechniciens dans une expédition a un prestigieux précédent, l’expédition d’Égypte , où, sous l’impulsion de Monge, ils forment l’ossature des équipes employées à étudier et cartographier l’Égypte et à identifier les vestiges de sa civilisation pharaonique.
De cet état-major d’une soixantaine de personnes pour les deux navires, se détachent particulièrement les noms suivants : les frères Louis et Henri de Freycinet ; Pierre-François Bernier, astronome, mort en campagne ; Jean-Baptiste Leschenault, botaniste ; Charles Lesueur, peintre d’histoire naturelle ; François Péron, zoologiste et médecin, rédacteur avec Freycinet du récit qui sera publié de 1807 à 1824 ; François-Michel Ronsard, officier du génie maritime.

## Chronique du voyage

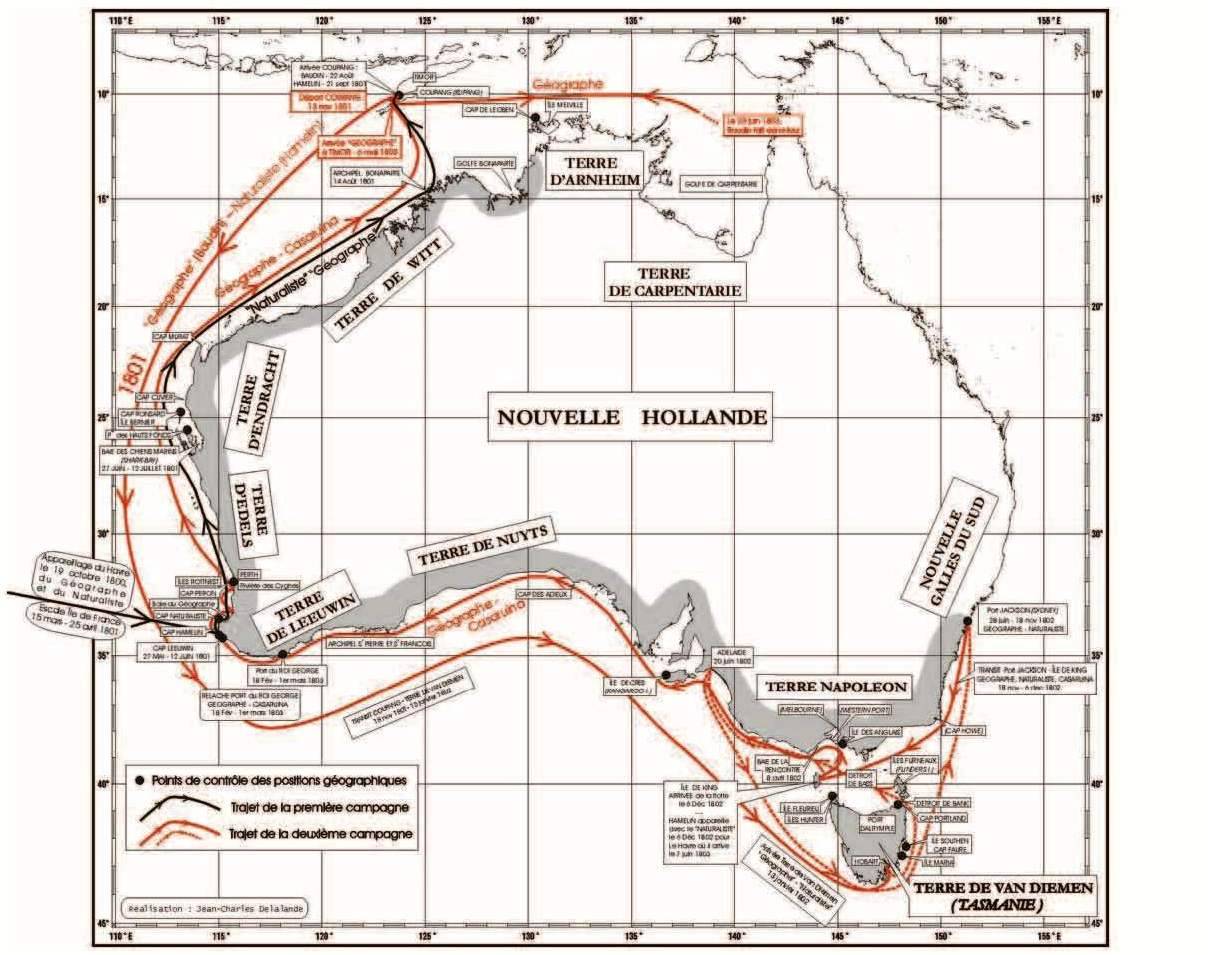
Itinéraire de l'expédition Baudin (1800-1804).

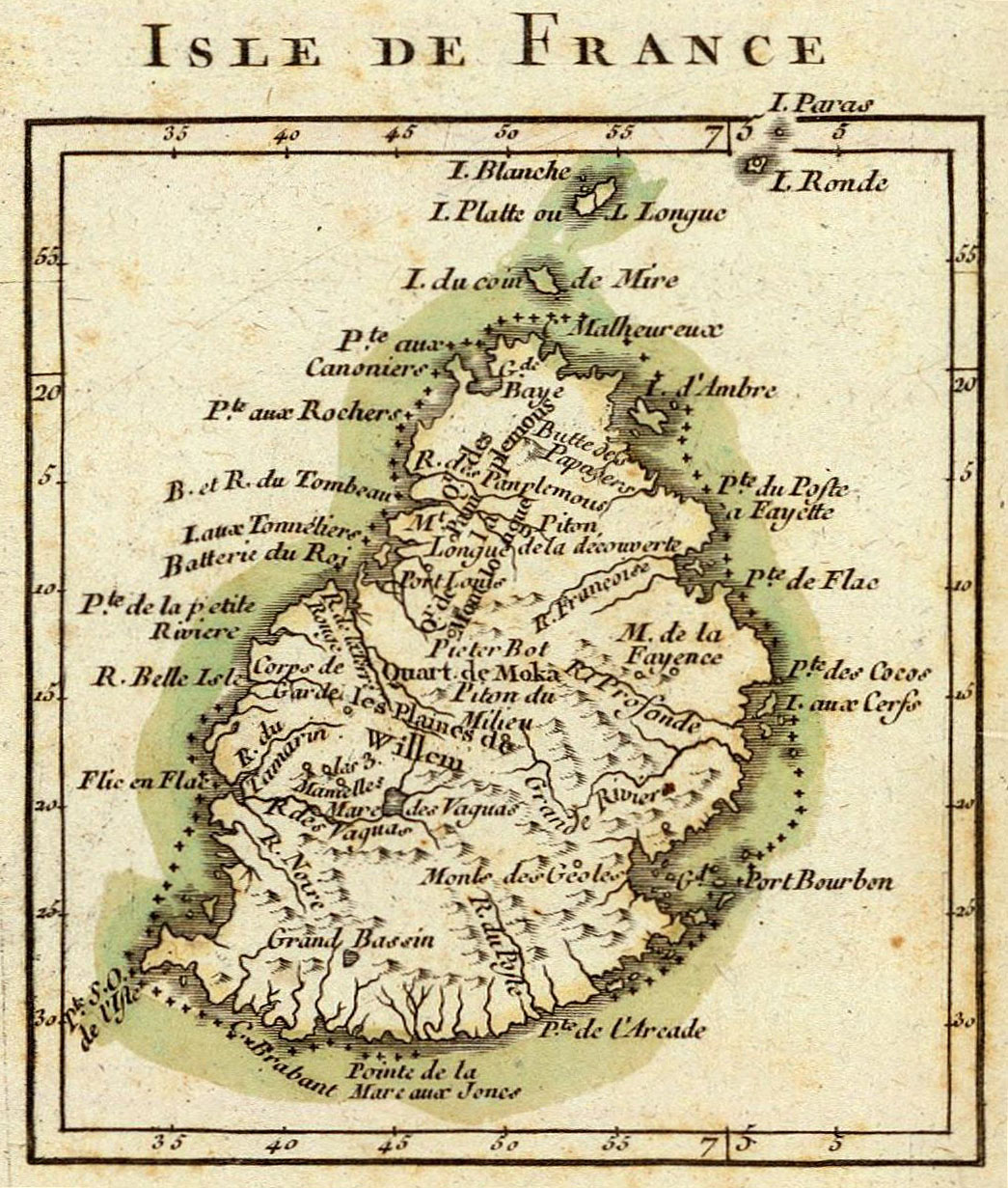
Carte de l'Île-de-France (XVIIIe siècle).

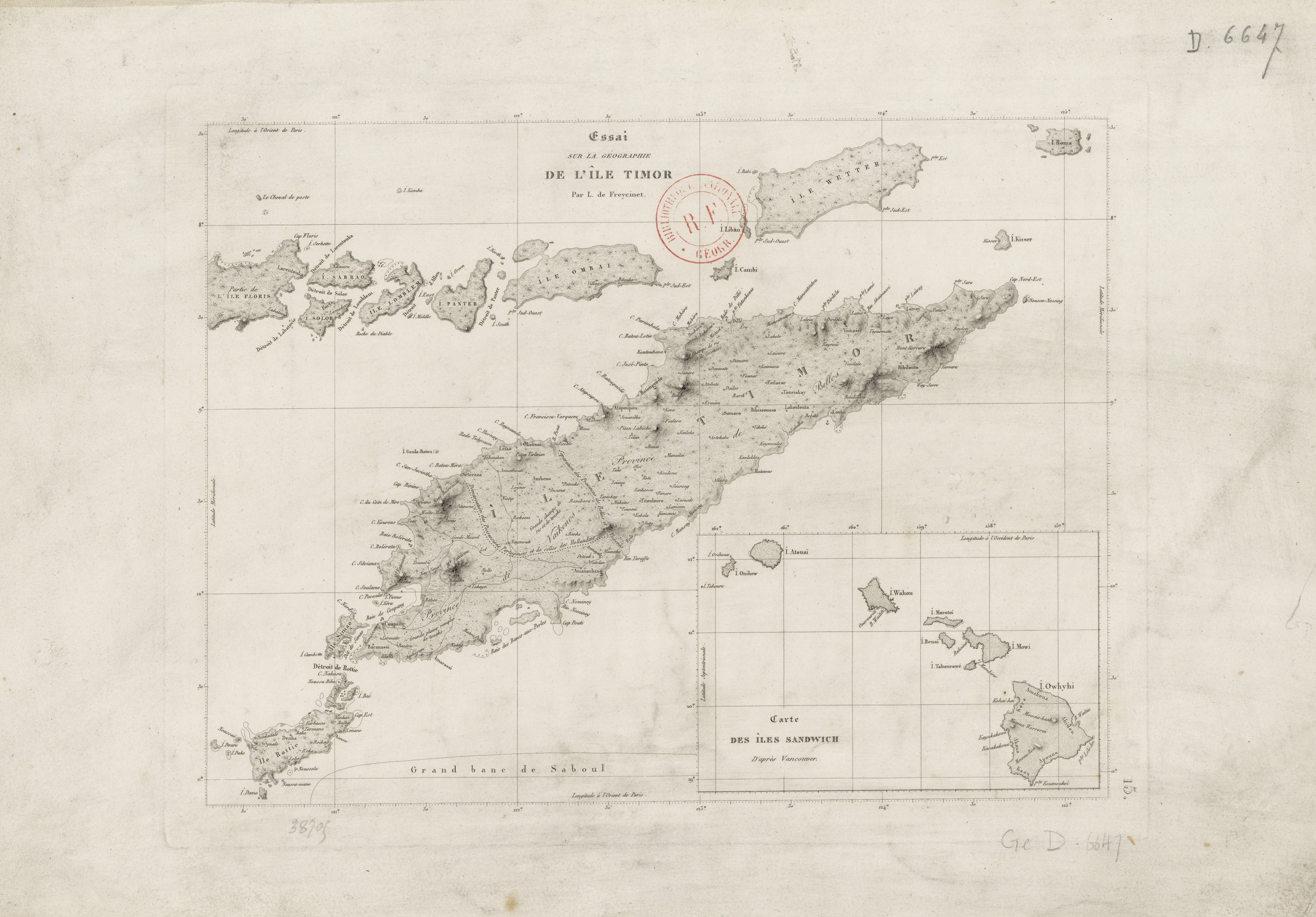
Carte de Timor (1820).

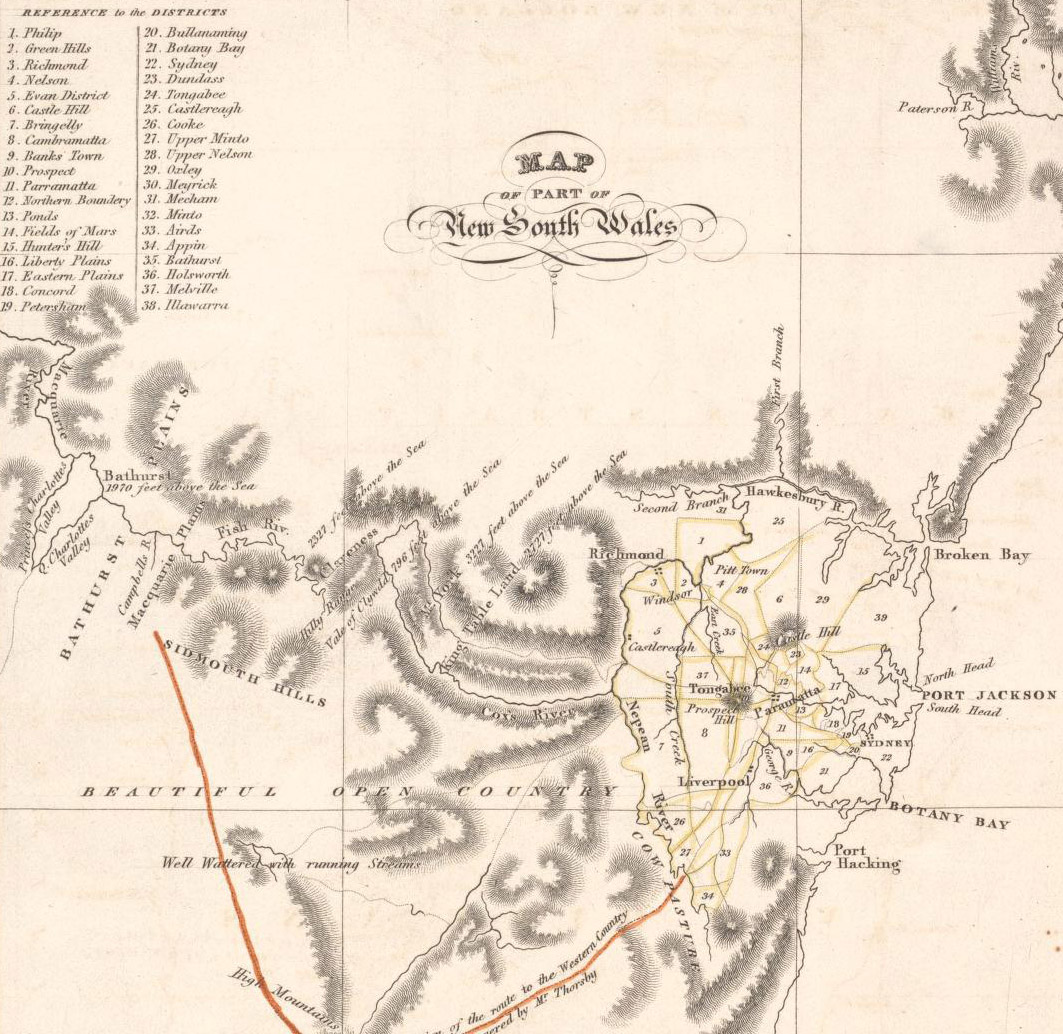
Carte de Port Jackson.

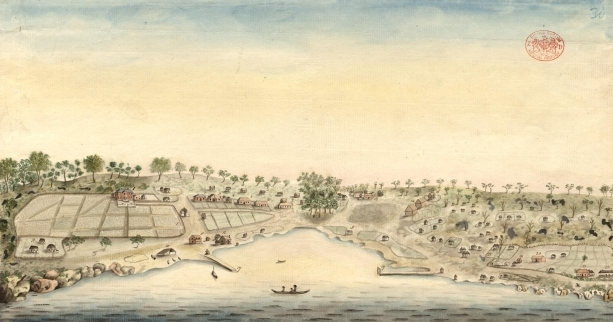
Vue de Sydney Cove, 1792.

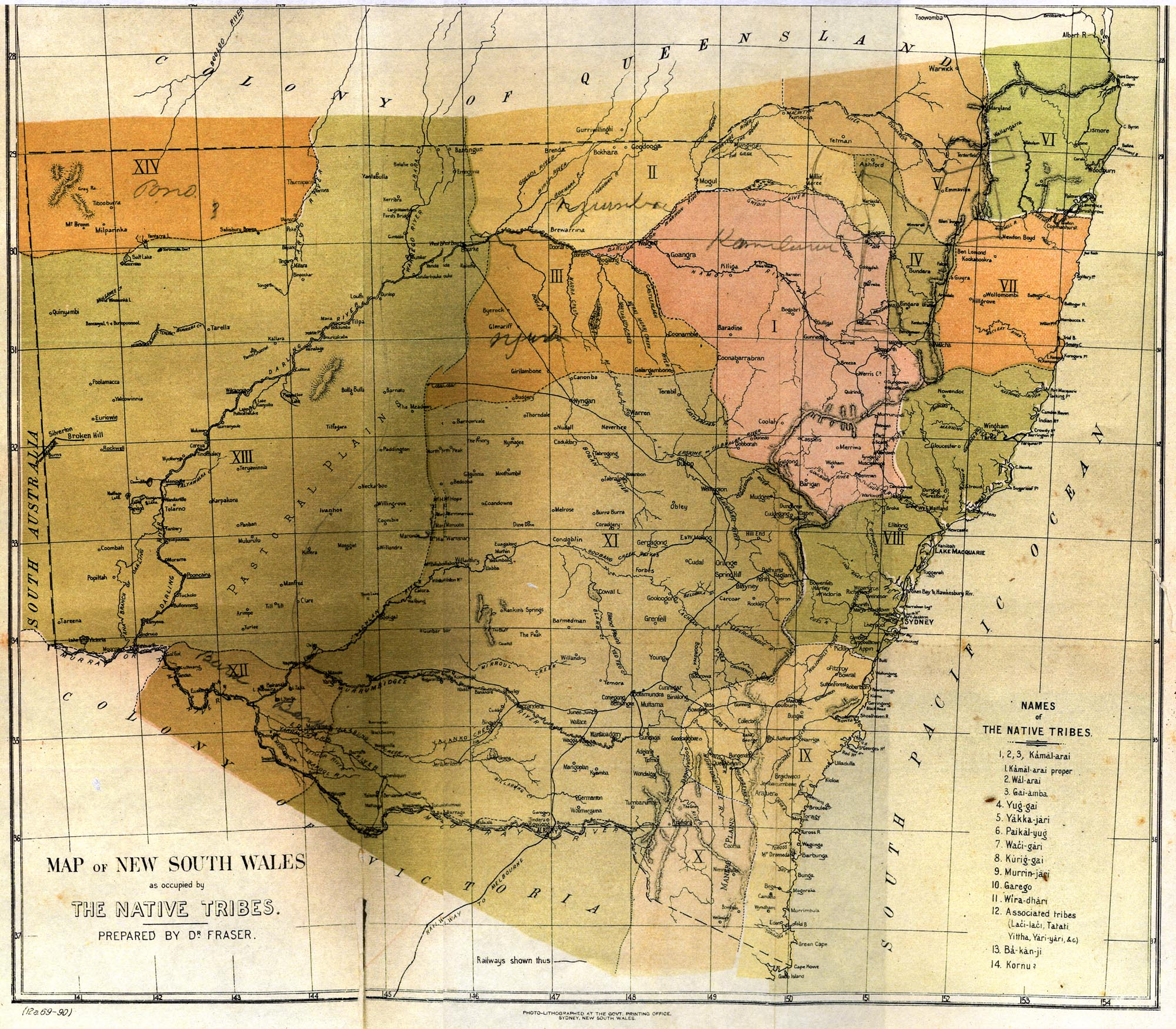
Nouvelle-Galles, d'après une carte de 1892.

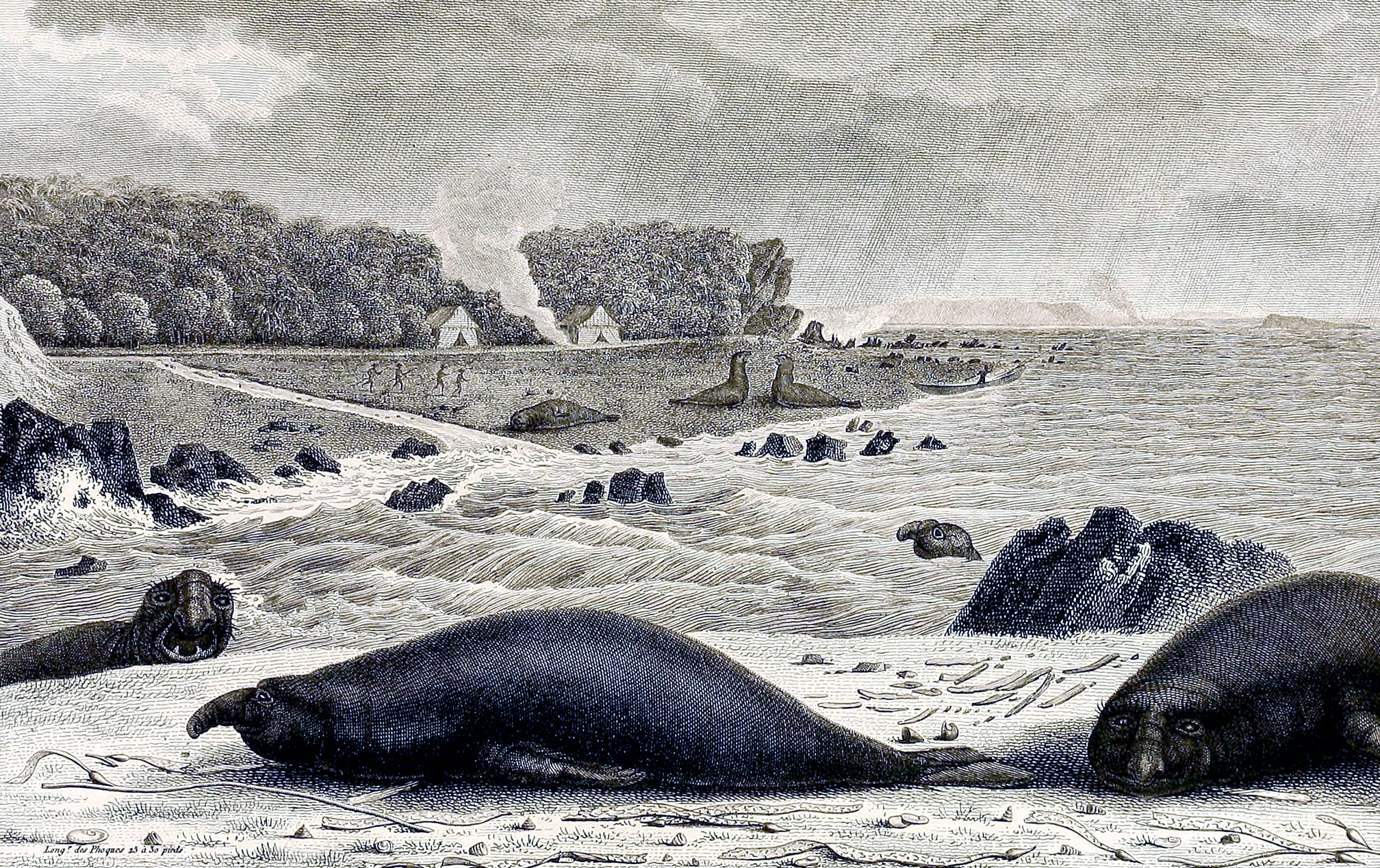
Éléphant de mer austral de l'île King.

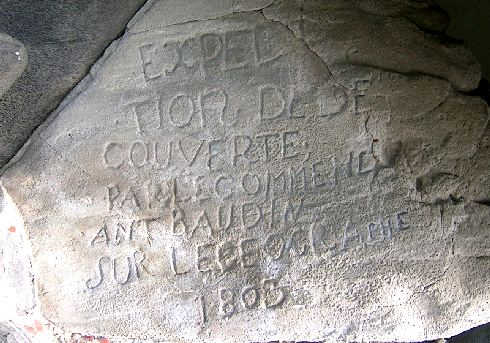
Île Decrès, baie de Penneshaw : inscription gravée en 1803 par un des marins de la corvette le Géographe rendant hommage à Nicolas Baudin.

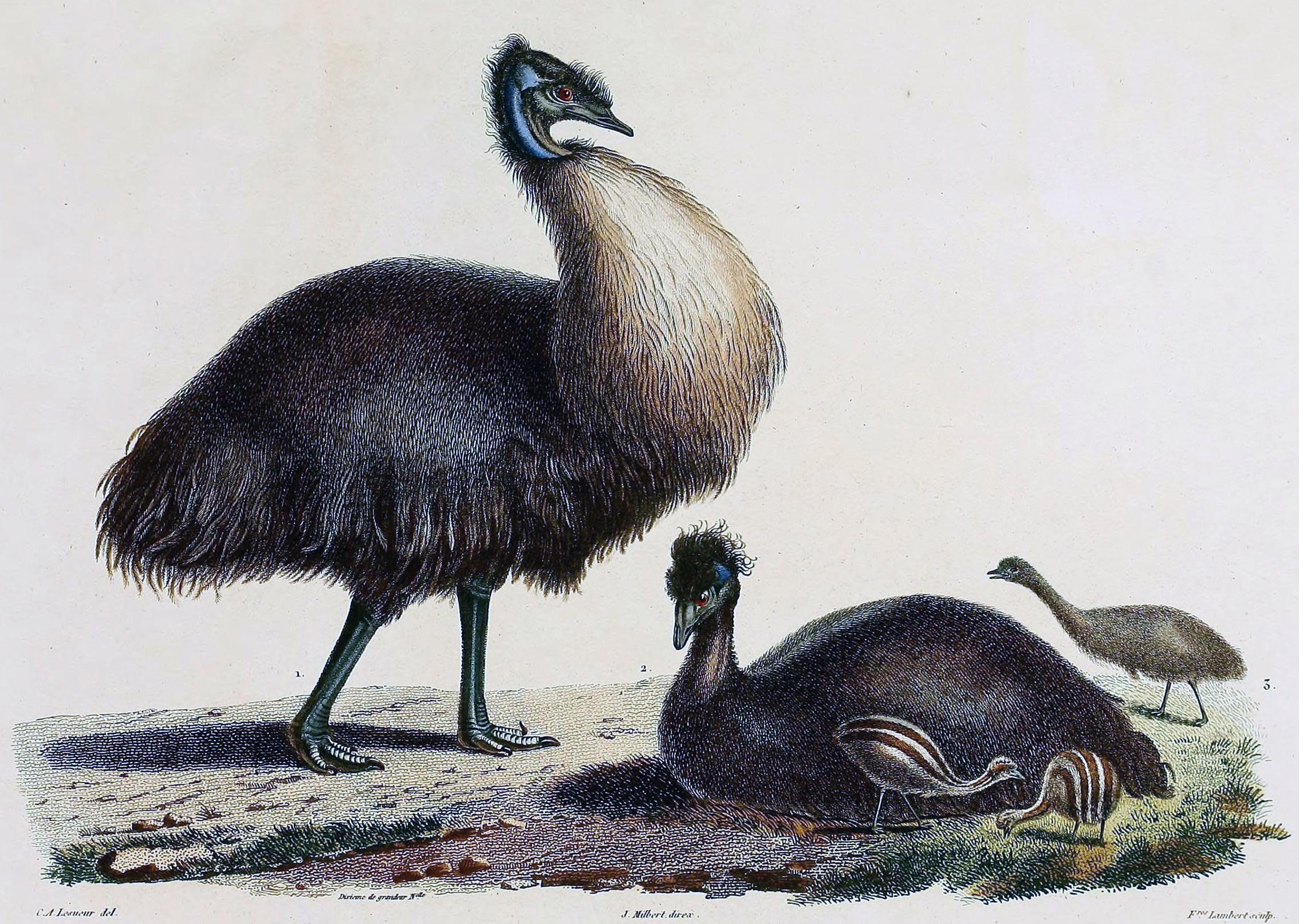
Émeu de Baudin.

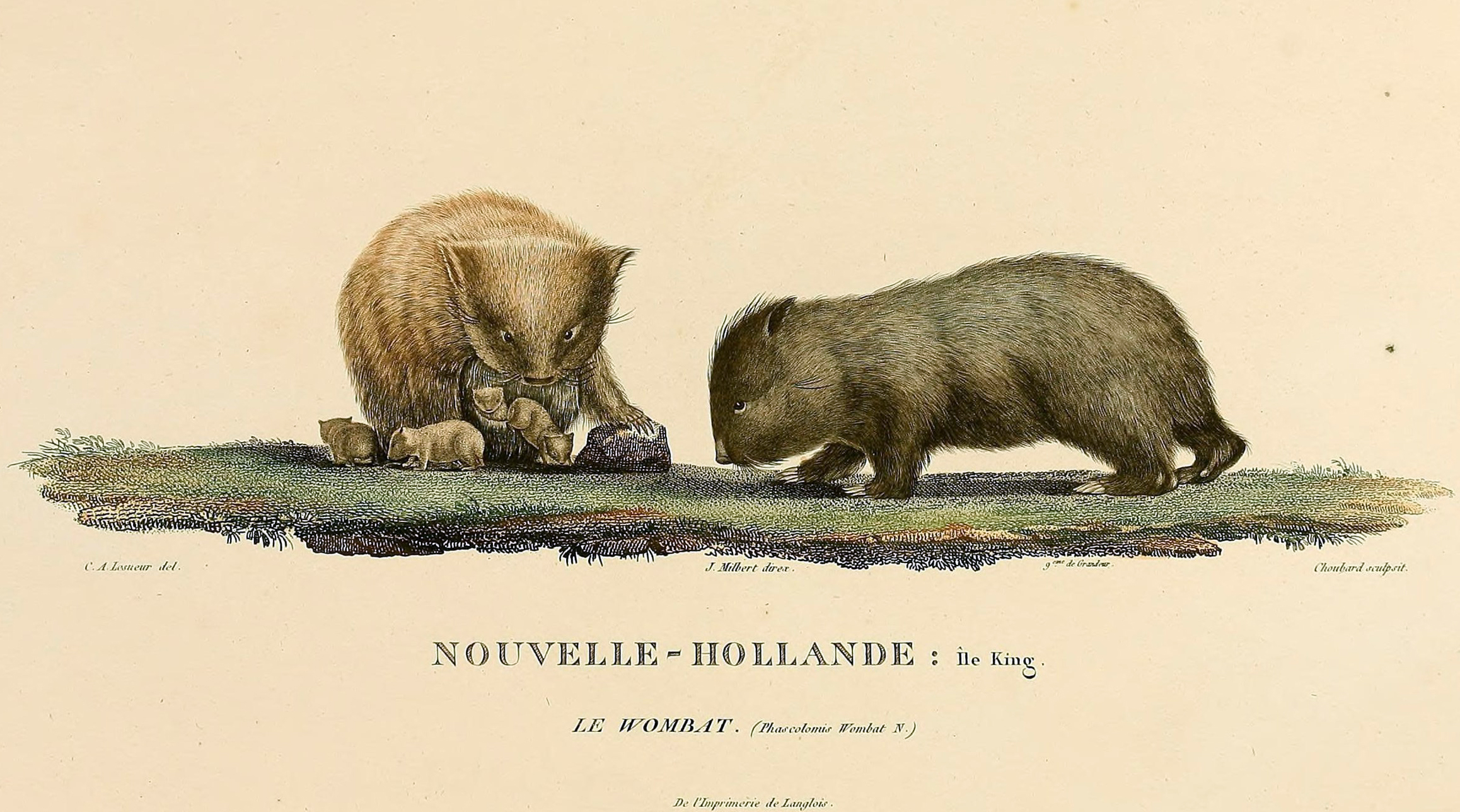
Wombats de l'île King.

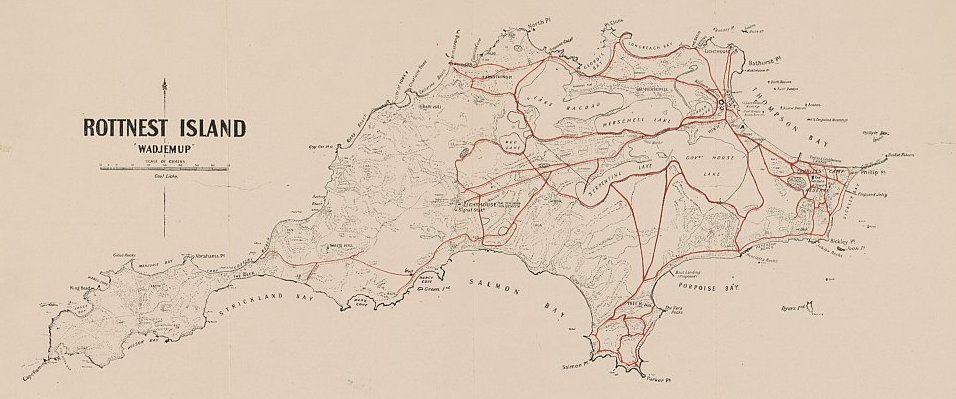
Carte de l'île Rottnest.

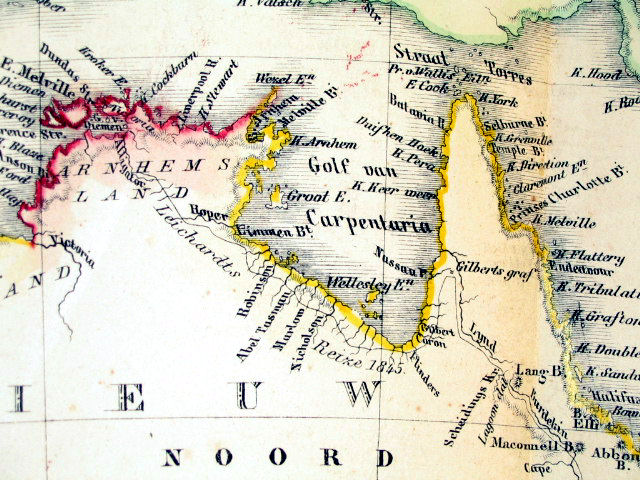
Carte du golfe de Carpentarie, 1859.

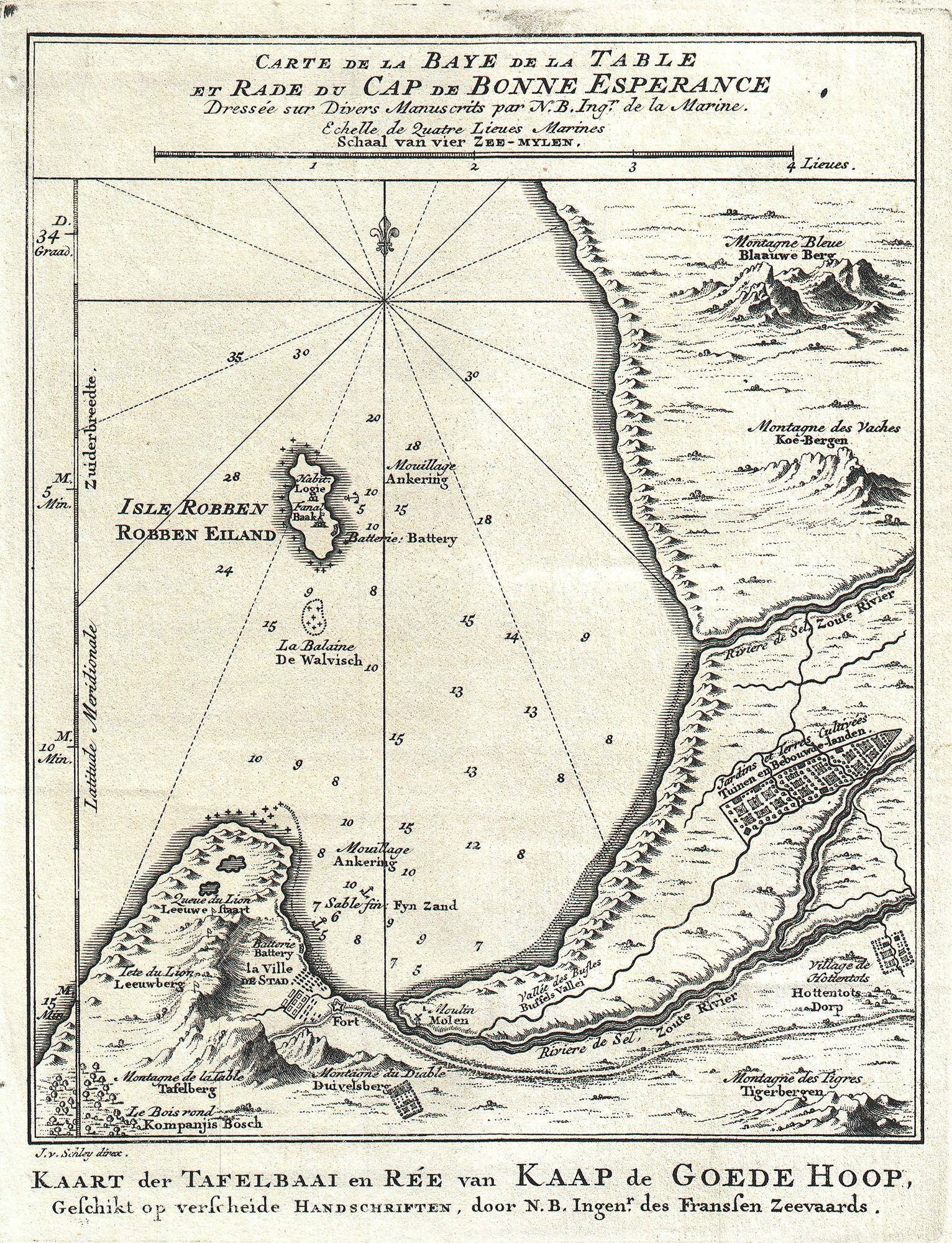
Carte de Robben Island et de la Baie de la Table datant de 1773.

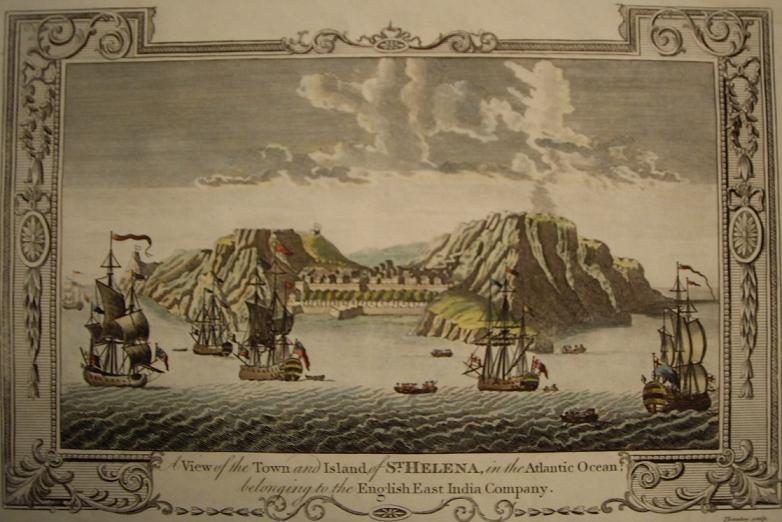
Vue de l'Île Sainte-Hélène.

Le récit détaillé du voyage fait l'objet du livre premier de l'ouvrage Louis Claude de Saulces de Freycinet, Voyage de découvertes aux Terres Australes, exécuté par ordre de sa Majesté, l’Empereur et Roi, sur les corvettes le Géographe, le Naturaliste et la goëlette le Casuarina, pendant les années 1800, 1801, 1802, 1803 et 1804 : Navigation et géographie, Paris, Imprimerie royale, 1815, 2e éd., 576 p. (lire en ligne), p. 3-28.
➥ 19 octobre 1800
Le Havre. Appareillage du Géographe (commandant Baudin) et du Naturaliste (commandant Hamelin).
➥ 2-13 novembre 1800
Escale de 11 jours à Santa Cruz de Ténériffe,.
➥ 12 décembre 1800
Franchissement de l’équateur par environ 23° 40' de longitude ouest (méridien de Paris),.
L’optimum d’une traversée à la voile pour l’océan Indien fait franchir l’équateur, beaucoup plus près du Brésil, entre 30 et 33° ouest. La route suivie par Baudin lui fait perdre environ un mois et demi sur une traversée classique à son époque, du Havre à l’Île-de-France (Maurice).

(Nota : Baudin avait pensé reconnaître une prétendue “île de sable”, dangereuse pour le navigateur, située à hauteur du tropique du Cancer par une longitude d’une vingtaine de degrés.)
➥ 3 février 1801
Le cap de Bonne Espérance est doublé,.
➥ 15 mars 1801
Arrivée à l’Île-de-France le 15 mars 1801 au soir, 122 jours, soit quatre mois après l’appareillage du Havre,.
Le retard pris dans la traversée du Havre à l’Île Maurice a largement contribué à la détérioration de l’atmosphère à bord, qui se solde par le débarquement de dix savants : le jeune astronome Bissy, remplacé par Bernier qui passe du Naturaliste au Géographe, deux zoologistes, deux botanistes, deux jardiniers et les trois peintres dessinateurs et la désertion de 21 hommes d’équipage. Tous sont mécontents et certains, hospitalisés, inaptes à poursuivre le voyage.
Par ailleurs, les magasins de la colonie sont vides, en raison de l’état de guerre avec l’Angleterre depuis 1793, qui a rendu précaires les liaisons avec la métropole. L’extrême mauvaise volonté des autorités locales oblige l’expédition à recourir à des capitaines danois, présents sur rade, pour le ravitaillement. Ainsi, dès le départ, le 25 avril 1801, l’équipage doit se contenter d’un mauvais tafia de l’Île à la place du vin, et de biscuits et salaisons avariées. Le pain frais, le vin et la viande fraîche ne seront plus désormais qu’un souvenir.
➥ 25 avril 1801
Appareillage de l’Île-de-France. L’expédition quitte l’Île-de-France dans une atmosphère d’autant plus détestable que Baudin refuse de dévoiler ses intentions pour la suite du voyage. La traversée de l’océan indien s’effectue cependant sans incident et assez rapidement, puisque les deux navires arrivent le 27 mai en vue des côtes australiennes, à hauteur du cap Leeuwin, découvert à la pointe sud-ouest du continent australien et baptisé en 1622 par les Hollandais.
➥ 27 mai 1801
Le Géographe et le Naturaliste atterrissent au cap Leeuwin,, près de sept mois après leur départ de France, et non pas à la Terre de Van Diemen (Tasmanie) comme le prévoient les instructions techniques. Baudin trouve la saison trop avancée pour l’exécution du programme prescrit, en raison du retard évoqué précédemment, et décide d’entreprendre sans délai l’hydrographie de la côte nord-ouest, en remontant vers le nord.
➥ 30 mai 1801
Le Géographe et le Naturaliste mouillent au nord du cap Leeuwin dans une baie que Baudin baptise du nom de son navire,,. Il en fait entreprendre le levé et envoie à terre une équipe de naturalistes “pour examiner le pays et tâcher de communiquer avec les sauvages”. En fait, ils tombent sur des indigènes surexcités et hurlants, brandissant casse-tête et sagaies, très différents de ceux des théories de Rousseau. Leur sang froid évite le pire et leur permet de faire les premières observations sur les us et coutumes des aborigènes d’Australie.
Pendant cette rencontre, un violent coup de vent d’ouest, annonçant la mauvaise saison, a drossé à la côte la chaloupe du Géographe, qui sera irrémédiablement perdue. Hamelin, commandant du Naturaliste, voyant le danger, rembarque dans son canot pour chercher du secours, mais ne regagne son bâtiment qu’après plus de vingt-quatre heures d’efforts épuisants. Les vingt-cinq hommes restés à terre ne rejoignent leur navire que le soir du troisième jour. Wasse, matelot du Naturaliste se noie au rembarquement ; un petit cours d’eau portant son nom se jette dans la mer dans la baie du Géographe.
Cette aventure constitue le premier accroc sérieux de la campagne. Le très mauvais temps en est le principal responsable. Pendant toute la période des travaux en baie du Géographe, les marins sont frappés par l’extrême abondance dans ces eaux de poissons et de cétacés, baleines en particulier, que personne ne songe à chasser à cette époque.
➥ 8 juin 1801
Appareillage de la baie du Géographe du Géographe et du Naturaliste (qui a perdu deux ancres). Les deux navires déradent par mauvais temps, pour s’éloigner de la côte, en prenant de grands risques. Ils se perdent l’un l’autre, dans la tempête. Le Géographe se dirige vers l'île Rottnest, premier rendez-vous fixé au Naturaliste en cas de séparation, qu’il double par mauvais temps le 18 juin 1801, sans y attendre le Naturaliste. Baudin poursuit sa route vers le nord, en présumant qu’Hamelin doit s’être dirigé vers la baie des chiens-marins, (Shark bay, aujourd’hui) en Terre d'Endracht, lieu fixé comme second rendez-vous en cas de séparation.
Il abandonne dès lors la visite de l'île Rottnest et celle de la rivière des Cygnes, pour se rendre directement à la baie des chiens-marins où il séjourne du 27 juin au 12 juillet pour une exploration méthodique et un levé hydrographique. La baie abonde en serpents marins et en baleines ; les îles sont peuplées de kangourous. Le Naturaliste n’apparaissant pas, Baudin quitte la baie des chiens-marins le 12 juillet 1801, et fait route le long de la Terre de Witt, dont il fait une rapide reconnaissance avant d’aborder le 14 août 1801 l’archipel Bonaparte,, hérissé de récifs, et d’une stérilité totale, près de quatre mois après son départ de l’Île-de-France,.
Les privations endurées par l’équipage, l’épuisement des provisions d’eau (non renouvelables depuis la perte de la chaloupe), la progression du scorbut dans l’équipage, et la perspective de retrouver Hamelin et son Naturaliste, poussent Baudin à gagner Timor, le troisième rendez-vous en cas de séparation.
➥ 22 août 1801
Arrivée du Géographe à Coupang (Kupang, à Timor),,.
➥ 8 juin 1801
Retour en arrière. Le Naturaliste réussit péniblement à se dégager de la baie du Géographe, gagne l'île Rottnest dont il fait l’hydrographie, et reconnaît la rivière des Cygnes, sur laquelle s’élève aujourd’hui la ville de Perth.
Lors d’une mission à terre d’exploration et de ravitaillement, la chaloupe et le canot du Naturaliste sont malmenés au débarquement, et immobilisés pendant trois jours. Aucune trace d’eau douce n’est découverte. Le Géographe est apparu à l’horizon, faisant route, ce qui décide Hamelin à faire route vers la baie des chiens-marins où il arrive le 16 juillet, quatre jours après le départ de Baudin. Un levé hydrographique précis en est fait tandis que les naturalistes accumulent d’énormes collections de plantes, fleurs, fruits, graines, oiseaux, coquillages et animaux variés. Dans le nord de la presqu’île Péron, où un détachement est mis à terre, une attaque d’une trentaine de “sauvages” est dispersée par un coup de fusil en l’air. À noter aussi que l’essai d’un alambic montre son efficacité pour la distillation de l’eau de mer, jusque-là négligée. Baudin n’étant pas apparu, Hamelin se décide à rallier Timor où il arrive le 21 septembre.
➥ 21 septembre 1801
Hamelin rallie Coupang où il retrouve Baudin qui y séjourne depuis le 22 août. L’escale à Timor, dans la partie hollandaise de l’île, se prolonge jusqu’au 13 novembre. Elle permet aux naturalistes de compléter leurs collections d’oiseaux, d’insectes, de reptiles et de coquillages. Cependant les maladies n’épargnent ni les marins, ni les savants. Les conditions de vie à bord, la mauvaise qualité de la nourriture et de l’eau, engendrent de nombreuses maladies : des fièvres pernicieuses, le scorbut, dû aux carences alimentaires en vitamines, la dysenterie, qui fait surtout des ravages sur le Géographe. Deux jardiniers et deux zoologistes meurent, et le botaniste Leschenault, malade, doit débarquer. On attend pour appareiller que la nouvelle chaloupe du Géographe (remplaçant l’ancienne) soit terminée.
➥ 12 novembre 1801
Les commandants Baudin (Géographe) et Hamelin (Naturaliste) prennent congé du Gouverneur hollandais de Coupang (Kupang).
➥ 13 novembre 1801
Le Géographe et le Naturaliste quittent Timor le 13 novembre pour contourner l’Australie par l’ouest et le sud et, sans faire escale, arriver en Tasmanie, baptisée en 1642 Van Diemen par Tasman, du nom de Van Diemen, gouverneur des Indes orientales néerlandaises. Sept cadavres sont abandonnés à la mer en cours de traversée.
➥ 13 janvier 1802
Atterrissage du Géographe et du Naturaliste sur la Terre de Van Diemen (Tasmanie). Quelques jours plus tard, les deux navires mouillent dans le canal d’Entrecasteaux, découvert par ce dernier le 1er mai 1792, et qui forme au sud-est de la Terre de Van Diemen un vaste détroit. De sérieux travaux hydrographiques dans les parages sud-est de l’île sont entrepris ainsi que des enquêtes auprès des aborigènes. Les corvettes remontent ensuite le long de la côte orientale tandis que Boullanger et l’aspirant Maurouard, du Géographe, reçoivent l’ordre le 6 mars 1802 de reconnaître en canot la partie nord de la côte orientale, en ralliant tous les soirs leur bord.
Parvenus au détroit de Banks, ils sont récupérés, par très mauvais temps, par un brick anglais qui leur donne l’hospitalité et les dépose sur le Naturaliste le 10 mars 1802, dans le détroit de Banks. Le rendez-vous n’a pas été tenu par le Géographe qui, après avoir essuyé de furieux coups de vent aux îles Furneaux,, s’est attaqué à l’exploration de la partie orientale de la côte sud de l’Australie, qu’il baptise Terre Napoléon,.
➥ 8 avril 1802
Rencontre de Baudin avec Flinders qui vient deux fois à bord du Géographe. Le 8 avril 1802, le Géographe étant dans une baie au sud-est de l’emplacement actuel d’Adélaïde, un navire apparaît à l’horizon, qui hisse le pavillon anglais. C’est le captain Flinders qui, parti d’Europe sur l’l'Investigator (en) depuis août 1801, se trouve depuis trois mois en Terre de Nuyts. La baie porte depuis cette date le nom de baie de la Rencontre.
Début mai, au commencement de la mauvaise saison, l’état sanitaire inspire une relâche. La moitié de l’équipage, en effet, est hors service, et plusieurs cadavres ont déjà été jetés à la mer. L’eau, putride, est très insuffisante en quantité ; “le biscuit est criblé de larves d’insectes, les salaisons sont pourries, d’un goût et d’une odeur si insupportables que, même en présence du commandant, les plus affamés jettent souvent leurs rations à la mer”.
➥ 8 mai 1802
Décision de Baudin du retour du Géographe au Port Jackson. Pressé par le manque d’eau douce et par les maladies qui continuent à ravager l’équipage, Baudin ordonne le 8 mai le retour du Géographe au Port Jackson, non par la route la plus courte, mais par la plus éprouvante, qui contourne la Terre de Diemen,, par le sud.
Avec l’aide d’une forte chaloupe, envoyée par l'anglais Philip Gidley King, gouverneur de Nouvelle-Galles du Sud, Baudin et son Géographe arrivent au Port Jackson le 20 juin 1802.
➥ 20 juin 1802
Arrivée du Géographe au Port Jackson. De son côté, le Naturaliste a travaillé sur la côte est de Van Diemen et dans le détroit de Bass, faisant en particulier les levés de Port Dalrymple et Port Western,, avant de toucher Port Jackson une première fois, pour s’y “rafraîchir”, puis une deuxième fois pour y faire la jonction avec le Géographe le 28 juin 1802.
➥ 28 juin 1802
Réunion du Géographe et du Naturaliste au Port Jackson (Sydney). Le Géographe et le Naturaliste stationnent près de cinq mois au Port Jackson, où la jeune colonie anglaise traite parfaitement leurs équipages, fatigués. Fondée en 1788, peu de jours avant l’arrivée de Lapérouse, la ville est déjà très florissante. Tandis que Bernier établit son observatoire à terre, les naturalistes enquêtent activement, et Péron étudie le processus de colonisation.
Compte tenu de la réduction des équipages, pour cause de mort ou de maladie, Baudin décide de renvoyer en France le Naturaliste et de le remplacer par une goélette de trente tonneaux en construction, le Casuarina (fabriquée en bois de casuarina). À bord du Naturaliste, Hamelin rapporte les collections d’histoire naturelle, ainsi que les cartes, les mémoires et les observations déjà rédigés, sans compter trois aspirants qui “avaient encouru la haine” du commandant Baudin, mais qui sont néanmoins promus au grade d’officier dès leur retour.
➥ 18 novembre 1802
Port Jackson. Appareillage du Géographe, du Casuarina et du Naturaliste.
➥ 6 décembre 1802
Regroupement le 6 décembre des trois navires à l’île King, (à la sortie ouest du détroit de Bass) ; celle-ci apparaît aux équipages du Géographe, du Casuarina comme un paradis terrestre, largement pourvu d’eau, de végétation et d’animaux (wombats, kangourous, casoars, éléphants de mer). Le Naturaliste appareille pour Le Havre.
➥ 27 mai 1803
Le Naturaliste est arrêté en vue des côtes d'Angleterre, et conduit à Portsmouth par la frégate Minerve, capitaine Charles Bullen.
➥ 6 juin 1803
Le Naturaliste est relâché et entre le lendemain dans le port du Havre, d'où il est parti deux ans sept mois et dix-huit jours auparavant.
➥ 7 juin 1803
Arrivée du Naturaliste au Havre, après une campagne de trente-deux mois.
➥ 6 décembre 1802
Retour en arrière. Regroupement le 6 décembre des trois navires à l’île King (à la sortie ouest du détroit de Bass) ; celle-ci apparaît aux équipages du Géographe, du Casuarina comme un paradis terrestre, largement pourvu d’eau, de végétation et d’animaux (wombats, kangourous, casoars, éléphants de mer). Le Naturaliste appareille pour Le Havre.
Désormais le Casuarina est commandé par l’enseigne de vaisseau Louis de Freycinet, qui reçoit l’ordre d’hydrographier les abords de l’île King, puis les îles Hunter,, ce qui occasionne un jour de retard sur les prescriptions de Baudin. De là, Freycinet va seul compléter la reconnaissance des golfes de la terre Napoléon sur la côte sud de l’Australie.
Lorsqu’il touche l’île Decrès,, Baudin, resté au mouillage pendant 26 jours, en attente d’une chaloupe devant remplacer celle qu’il a perdue à l’appareillage de l’île King, ne l’a pas attendu. Freycinet cherche son chef à l'archipel Saint-Pierre (en), et Saint-François (en),, sans succès, et se décide à gagner le port du roi George,, où Baudin le rejoint, cinq jours plus tard, le 18 février 1803.
➥ 18 février 1803
Jonction Freycinet (le Casuarina) - Baudin (Géographe) au port du roi George. Le détroit mythique, situé à l’extrémité orientale de la terre découverte par Nuyts, en 1627, n’a pas été retrouvé.
➥ 1er mars 1803
Le Géographe et le Casuarina quittent le port du roi George pour doubler le cap Leeuwin et remonter le long de la côte ouest (Terre d'Endracht, Terre de Witt) et enfin mettre le cap sur Timor où le Géographe arrive le 6 mai 1803.
➥ 6 mai 1803
Arrivée du Géographe à Timor.
➥ 3 juin 1803
Très fatigué à son arrivée à Timor, Baudin décide d’y relâcher un mois avant d'en repartir le 3 juin pour reconnaître la côte nord de l’Australie en direction du détroit de Torrès.
➥ 6 juin 1803
L’astronome Bernier meurt d’épuisement. Il avait 23 ans. Son corps est jeté à la mer dans la consternation générale,,.
➥ 23 juin 1803
Baudin, parvenu à l’entrée du golfe de Carpentarie, épuisé et souffrant, décide de faire demi-tour, pour rallier l’Île-de-France, avec un équipage à bout de forces et des provisions d’eau en voie d’épuisement.
➥ 7 août 1803
Arrivée du commandant Baudin le 7 août 1803 à l’Île-de-France où il meurt le 16 septembre 1803.
➥ 19 août 1803
Arrivée du Casuarina à l’Île-de-France, qui est désarmé le 29 août, avec transfert de son équipage sur le Géographe.
➥ 16 septembre 1803
Mort du Baudin. Il est enterré “avec tous les honneurs dus au rang qu’il avait occupé dans la marine militaire”.
➥ 28 septembre 1803
Milius, ex-commandant en second du Naturaliste, prend le commandement du Géographe (il était plus ancien que Freycinet) le 29 septembre 1803.
➥ 16 décembre 1803
Appareillage du Géographe. Escale le 3 janvier 1804 au Cap. Arrivée à Lorient le 25 mars 1804.
➥ 25 mars 1804
Arrivée du Géographe à Lorient après un périple de 63 000 milles et une campagne de quarante-deux mois.

## Officiers, aspirants, savants et artistes de l'expédition
Avertissement :
Le caractère ® précède les noms des personnes qui, pour raison de santé ou d'autres motifs, ne sont pas allées jusqu'aux Terres Australes, et sont restées à l'Île-de-France dès le commencement de la campagne.
De même le caractère † signale la mort des personnes décédées au cours de la mission.

### À bord de la corvettele Géographe
(partie du Havre le 19 octobre 1800, rentrée à Lorient le 25 mars 1804)
Au départ de l'expédition, le Géographe embarque cent vingt et un hommes :
- un état-major militaire de dix-sept officiers : le commandant de l'expédition, trois lieutenants, trois enseignes, quatre aspirants de 1re classe, quatre aspirants de 2e classe et de deux médecins ;
- quatorze savants : un ingénieur géographe, un astronome, un botaniste, trois zoologistes, un minéralogiste, quatre artistes, un jardinier et deux assistants jardiniers ;
- un équipage de quatre-vingt-dix hommes : dix sous-officiers, douze artilleurs, huit timoniers, cinq charpentiers et calfats, deux voiliers, quatre personnes au service du commandant (un maître-coq, un coq, un majordome et un secrétaire), six personnes à l'intendance (un intendant en chef, un intendant, un coq, un boulanger, un boucher et un tonnelier), trente-quatre matelots (cinq autres seront engagés au cours de l'expédition) et neuf novices.

État-major,
- † Nicolas Baudin Capitaine de vaisseau, commandant de l'expédition, mort à l'ÎIe-de-France, le 16 septembre 1803.
- Alexandre Le Bas de Sainte-Croix Capitaine de frégate, débarqué malade sur l'île Timor, le 2 novembre 1801.
- ® Pierre Guillaume Gicquel des Touches Lieutenant de vaisseau, laissé malade à l'ÎIe-de-France, le 25 avril 1801.
- ® François-André Baudin Lieutenant de vaisseau, laissé malade à l'ÎIe-de-France, le 25 avril 1801.
- Louis Henri de Saulces de Freycinet Enseigne de vaisseau, fait lieutenant de vaisseau provisoire à Timor, le 20 octobre 1801, confirmé dans ce grade le 5 mars 1803.
- ® Jean-Antoine Capmartin Enseigne de vaisseau, laissé malade à l'ÎIe-de-France, le 25 avril 1801.
- François-Michel Ronsard Ingénieur-constructeur de la marine, a rempli les fonctions d'enseigne de vaisseau depuis le 29 septembre 1801, et celles de lieutenant depuis le 20 octobre 1801.

Officiers de santé
- François-Étienne L'Haridon de Créménec Chirurgien-major.
- Hubert Jules Taillefer Second Chirurgien, passé à bord du Naturaliste, au port Jackson, le 3 novembre 1802.

Aspirants de la marine
- Louis Charles Gaspard Bonnefoy de Montbazin Aspirant de 1re classe, fait enseigne de vaisseau provisoire à Timor, le 20 octobre 1801, confirmé dans ce grade le 24 avril 1802.
- ® Auguste Jacques Nicolas Peureux de Mélay Aspirant de 1re classe, laissé malade à l'ÎIe-de-France, le 25 avril 1801.
- ® Pierre-Antoine Morin Aspirant de 1re classe, laissé malade à l'ÎIe-de-France, le 25 avril 1801.
- Désiré Breton Aspirant de 1re classe, passé à bord du Naturaliste, à Timor, le 29 octobre 1801.
- Hyacinthe de Bougainville Aspirant de 2e classe, fait aspirant de 1re classe provisoire à Timor, le 20 octobre 1801, passé à bord du Naturaliste, au port Jackson, le 3 novembre 1802.
- Charles Baudin (des Ardennes) Aspirant de 2e classe.
- ® Jacques-Philippe Mérigon de Montgéry Aspirant de 2e classe, laissé malade à l'ÎIe-de-France, le 25 avril 1801.
- Jean-Marie Maurouard Aide-timonier, fait aspirant de 1re classe provisoire à Timor, le 20 octobre 1801, passé à bord du Naturaliste, au port Jackson, le 3 novembre 1802.

Savants et artistes
- ® Frédéric de Bissy Astronome, laissé malade à l'ÎIe-de-France, le 25 avril 1801.
- Charles-Pierre Boullanger Ingénieur hydrographe, est passé à deux reprises sur la goélette le Casuarina, d'abord du 7 au 27 décembre 1802, puis du 10 janvier au 18 février 1803.
- Jean-Baptiste Leschenault de La Tour Botaniste, passé sur le Naturaliste, à Timor, le 7 octobre 1801, rembarqué sur le Géographe, au port Jackson le 3 novembre 1802, laissé malade à Timor, le 2 juin 1803.
- † René Maugé de Cely Zoologiste, mort à l'île Maria, le 21 février 1802.
- François Péron Zoologiste.
- † Stanislas Levillain Zoologiste, passé à bord du Naturaliste, à l'ÎIe-de-France, le 22 avril 1801, mort en mer le 20 décembre 1801.
- † Louis Depuch Minéralogiste, passé sur le Naturaliste, au port Jackson, le 3 novembre 1802, le 3 février 1803, débarqué malade à l'île-de-France, où il est mort peu de jours après.
- Charles Alexandre Lesueur Peintre d'histoire naturelle.
- Nicolas-Martin Petit Peintre de genre.
- ® Jacques-Gérard Milbert Peintre de paysage, laissé malade à l'île-de-France, le 25 avril 1801.
- ® Louis Lebrun Dessinateur-architecte, laissé malade à l'île-de-France, le 25 avril 1801.
- † Anselme Riedlé Jardinier en chef, mort à Timor, le 21 octobre 1801.
- † Antoine Sautier Garçon jardinier, mort en mer, le 15 novembre 1801.
- Antoine Guichenot Garçon jardinier.

### À bord de la corvettele Naturaliste
(partie du Havre le 19 octobre 1800, rentrée dans le même port le 7 juin 1803)
Cent trente-deux hommes sont à bord du Naturaliste :
- un état-major militaire de dix-huit officiers : le commandant, deux lieutenants, quatre enseignes, six aspirants de 1re classe, trois aspirants de 2e classe, un médecin et un pharmacien ;
- dix savants : un ingénieur géographe, un astronome, deux botanistes, deux zoologistes, un minéralogiste, un artiste et deux assistants jardiniers ;
- un équipage de cent quatre hommes : huit sous-officiers, neuf artilleurs, douze timoniers, quatre charpentiers et calfats, quatre voiliers, deux personnes au service du commandant (un maître-coq et un majordome), six personnes à l'intendance (un intendant en chef, un intendant, un coq, un boulanger, un boucher et un tonnelier), quarante-deux matelots (deux autres seront engagés au cours de l'expédition) et dix-sept novices.

État-major,
- Jacques Félix Emmanuel Hamelin Capitaine de frégate, commandant la corvette.
- ® Bertrand Bonié Lieutenant de vaisseau, laissé malade à l'ÎIe-de-France, le 25 avril 1801.
- Pierre Bernard Milius Lieutenant de vaisseau, fait capitaine de frégate à Timor, le 20 octobre 1801, laissé malade au port Jackson, le 18 mai 1802. Après la mort du Commandant Baudin, à l'ÎIe-de-France, embarqué sur le Géographe, pour en prendre le commandement, le 28 septembre 1803.
- Louis Claude de Saulces de Freycinet Enseigne de vaisseau, fait lieutenant de vaisseau provisoire à Timor, le 20 octobre 1801, confirmé dans ce grade le 5 mars 1803, nommé au commandement de la goélette le Casuarina, au port Jackson, le 23 septembre 1802. Lors du désarmement de ce bâtiment à l'ÎIe-de-France, passé sur le Géographe le 29 août 1803.
- Jacques de Saint-Cricq Enseigne de vaisseau, fait lieutenant de vaisseau provisoire à Timor, le 20 octobre 1801.
- François Heirisson Enseigne de vaisseau.
- Antoine Furcy Picquet Enseigne de vaisseau, passé à bord du Géographe, à l'ÎIe-de-France, le 22 avril 1801, débarqué sur l'île Timor, le 26 août 1801.

Officiers de santé
- Jérôme Bellefin Chirurgien-major.
- François Nicolas Auguste Collas Pharmacien, passé sur le Géographe au port Jackson, le 3 novembre 1802.

Aspirants de la marine,
- Joseph Ransonnet Aspirant de 1re classe, fait enseigne de vaisseau provisoire à Timor, le 20 octobre 1801, confirmé dans ce grade le 26 octobre 1803, passé à bord du Géographe, à Timor, le 29 octobre 1801, passé à bord du Casuarina, à Timor, le 10 mai 1803, et rembarqué sur le Géographe, à l'ÎIe-de-France, le 29 août 1803.
- Charles Moreau Aspirant de 1re classe, fait enseigne de vaisseau provisoire à Timor, le 20 octobre 1801.
- Julien Billard Aspirant de 1re classe, laissé malade à l'ÎIe-de-France, le 25 avril 1801.
- Étienne Giraud Aspirant de 1re classe.
- Victor Couture Aspirant de 1re classe.
- Étienne-Henri Mengin du Val d'Ailly Aspirant de 2e classe.
- ® André Bottard Aspirant de 2e classe, laissé malade à l'ÎIe-de-France, le 25 avril 1801.
- ® Étienne Isabelle Aspirant de 2e classe, laissé malade à l'ÎIe-de-France, le 25 avril 1801.
- Joseph Brüe Aspirant de 1re classe, embarqué à l'ÎIe-de-France, le 21 avril 1801, passé sur Géographe, à Timor, le 29 octobre 1801, rembarqué sur le Naturaliste, au port Jackson, le 3 novembre 1802.
- Léon de Brévedent du Bocage Aide-timonier, fait aspirant de 2e classe provisoire à Timor, le 20 octobre 1801, et enseigne de vaisseau le 26 octobre 1803, embarqué sur le Casuarina, au port Jackson, le 23 septembre 1802, passé sur le Géographe, à Timor, le 10 mai 1803.
- † Armand de Gouhier Pilotin, fait Aspirant de 2e classe provisoire à Timor, le 20 octobre 1801, mort en mer le 26 mai 1803.

Savants et artistes
- † Pierre-François Bernier Astronome, passé sur le Géographe, à l'île-de-France, le 22 avril 1801, mort en mer le 6 juin 1803.
- Pierre Faure Ingénieur géographe, passé sur le Géographe, à port Jackson, le 3 novembre 1802, débarqué à l'île-de-France, le 15 décembre 1803.
- ® André Michaux Botaniste, débarqué à l'île-de-France, le 20 avril 1801.
- ® Jacques Delisse Botaniste, laissé malade à l'île-de-France, le 25 avril 1801.
- ® Jean-Baptiste Bory de Saint-Vincent Zoologiste, laissé malade à l'île-de-France, le 25 avril 1801.
- ® Désiré Dumont Zoologiste, laissé malade à l'île-de-France, le 25 avril 1801.
- Joseph Charles Bailly Minéralogiste, passé à bord du Géographe, au port Jackson, le 3 novembre 1802.
- ® Michel Garnier Peintre de genre, laissé malade à l'île-de-France, le 25 avril 1801.
- ® Jean-François Cagnet Garçon jardinier, débarqué à l'île-de-France, le 20 avril 1801.
- ® Merlot Garçon jardinier, débarqué à l'île-de-France, le 20 avril 1801.

### À bord de la goélettele Casuarina
(armée au port Jackson le 23 septembre 1801, désarmée à l'île-de-France le 19 août 1803)
État-major
- Louis Claude de Saulces de Freycinet Lieutenant de vaisseau, commandant la goélette.
- de Brévedent du Bocage Aspirant de 2e classe, faisant fonction d'enseigne de vaisseau, passé à bord du Géographe, à Timor, le 10 mai 1803.
- Joseph Ransonnet Enseigne de vaisseau, embarqué à Timor, en remplacement de M. Brévedent, le 10 mai 1803.

## Itinéraire du voyage de découvertes aux Terres Australes
Merci de procéder au transfert en conservant l'historique. 
Avertissement
Les divers ouvrages du « Voyage de découvertes aux Terres Australes, exécuté par ordre de sa Majesté, l’Empereur et Roi, sur les corvettes le Géographe, le Naturaliste et la goëlette le Casuarina, pendant les années 1800, 1801, 1802, 1803 et 1804 » n'ont pas encore fait l'objet d'une publication dans la bibliothèque libre Wikisource, à l'exception du tome 1er en cours de correction  (consulté le 10 avril 2019). Les lignes qui suivent sont la retranscription fidèle du passage consacré à l'itinéraire de la mission extrait du livre premier de l'ouvrage Louis Claude de Saulces de Freycinet, Voyage de découvertes aux Terres Australes, exécuté par ordre de sa Majesté, l’Empereur et Roi, sur les corvettes le Géographe, le Naturaliste et la goëlette le Casuarina, pendant les années 1800, 1801, 1802, 1803 et 1804 : Navigation et géographie, Paris, Imprimerie royale, 1815, 2e éd., 576 p. (lire en ligne), p. 3-28.
Pour une lecture interactive (finalité de l'exercice) :
- Chaque fois que possible, le texte active le lien des articles existants dans les encycloplédies Wikipedia, celle en langue française par défaut, ou, dans la quasi-totalité des autres cas, celle en langue anglaise.

### De France à l'Île-de-France
(du 19 octobre 1800 au 25 avril 1801)
Les corvettes le Géographe et le Naturaliste, chargées par Sa Majesté de faire des découvertes dans les régions Australes, partirent du port du Havre le 19 octobre 1800. Elles se dirigèrent d'abord sur Ténériffe, où elles devaient prendre du vin de campagne et quelques rafraîchissements. Après une relâche de onze jours, qui ne produisit point les avantages sur lesquels nous avions compté, nous remîmes sous voiles le 13 novembre au soir, et nous poursuivîmes notre route vers l'Île-de-France.
Cinq jours après nous doublâmes le Cap-Vert à quarante lieues de distance. Notre Commandant voulait couper l'équateur par les 10 ou 12° de longitude à l'Ouest du méridien de Paris ; mais les calmes et les courants que nous rencontrâmes à l'entrée du golfe de Guinée, contrarièrent beaucoup ce projet, et nous repoussèrent fort loin vers l'Ouest. Nous ne pûmes effectuer ce passage que par les 23° 40' de longitude, et le 12 décembre seulement. Ce retard nous fut pénible, et il influa de la manière la plus fâcheuse sur la suite de notre voyage. Nous eûmes la vue du Cap de Bonne-Espérance le 3 février 1801, et nous le dépassâmes avec rapidité, nous bornant à prendre les relèvements nécessaires pour vérifier la marche de nos montres marines.
Après avoir doublé Madagascar, nous éprouvâmes, par les 52 degrés de longitude orientale, une violente bourrasque du S. S. O. au S. S. E., qui ne dura que vingt-quatre heures, mais qui nous causa quelques légères avaries. Nous nous remîmes bientôt en route, et fûmes rendus à l'Île-de-France le 15 mars au soir.
Le but de notre relâche dans cette colonie était de remplacer les provisions consommées pendant la traversée, et de nous procurer le vin et les autres denrées que notre Commandant avait d'abord espéré de trouver à Ténériffe. Mais ici les ressources étaient moins abondantes encore ; en sorte qu'après bien des tentatives infructueuses, il fallut se contenter d'un approvisionnement médiocre, et se résoudre, pour la suite du voyage, à des privations multipliées.
Plusieurs officiers et savants de l'expédition, incommodés déjà, par les fatigues du voyage, obtinrent leur débarquement, et restèrent dans la colonie.
Nous fîmes nos dispositions pour mettre sous voiles, et le 25 avril nous dirigeâmes notre route vers la Nouvelle-Hollande.

### De l'Île-de-France à Timor
(du 25 avril 1801 au 13 novembre 1801)
Après nous être élevés par le parallèle de 30 à 34 degrés pour trouver des vents favorables, nous gouvernâmes à l'Est, et nous eûmes connaissance de la Terre de Leuwin, le 27 mai 1801 par les 34° 20' de latitude : c'est l'espace compris entre le Cap Gossellin et le cap Hamelin. Nous prolongeâmes la côte, en remontant au Nord jusqu'au cap du Naturaliste, au-delà duquel nous découvrîmes une baie très vaste ouverte au N. O., qui fut désignée sous le nom de baie du Géographe. Nous y jetâmes l'ancre le 30 au soir, et y séjournâmes, à divers mouillages, jusqu'au 8 juin.
Une tempête violente du N. N. E. au N. N. O. nous força de quitter précipitamment cette baie ; et dans la nuit périlleuse et obscure qui suivit notre appareillage, nos deux corvettes furent séparées. Nous fîmes de vains efforts pour nous rejoindre ; et après les recherches d'usage, M. Hamelin, Capitaine du Naturaliste, jugea convenable de faire voile, sans plus de délai, pour le rendez-vous qui lui avait été assigné, devant l'île Rottnest.
Le Commandant fit une manœuvre différente ; et présumant que sa conserve relâcherait à la baie des Chiens-Marins, il alla mouiller, pour l'y attendre, auprès de l'île Bernier, vers la partie septentrionale de la baie. Après de vaines espérances de réunion, et un séjour prolongé depuis le 28 juin jusqu'au 12 juillet, le Commandant mit de nouveau sous voiles, et s'avança au Nord pour commencer l'importante exploration de la Terre de Witt. Cette première reconnaissance fut rapide et incomplète à beaucoup d'égards ; elle servit cependant à déterminer avec exactitude la position du cap Murat, qui forme l'extrémité N. O. de la Nouvelle-Hollande, et la position d'un grand nombre d'îles et d'îlots qui furent successivement découverts. Les plus remarquables sont les îles de Rivoli (en), l'île l'Hermite, les îles Forestier, les îles Lacépède (en), et la majeure partie de celles qui composent l'archipel Bonaparte.
Le Géographe mouilla devant l'île Cassini (ceb), le 14 août de la même année. À cette époque, le défaut de vivres, et surtout la disette d'eau douce, rendaient une relâche nécessaire. La fatigue de l'équipage, son épuisement, les maladies qui se développaient déjà, pressaient d'abandonner une côte inhospitalière. Ces considérations décidèrent le Commandant à faire route pour Timor, où il avait d'ailleurs quelque espoir de se réunir avec sa conserve le Naturaliste.
M. Hamelin ne resta pas oisif à son mouillage devant l'île Rottnest. Il fit examiner par M. Faure, ingénieur-géographe, et par moi, le groupe d'îles désigné sur nos cartes sous le nom d'îles Louis-Napoléon. Un canot fut envoyé également pour faire le plan de la rivière des Cygnes. M. Heirisson, chargé de cette expédition, s'avança à vingt lieues environ de l'embouchure : l'eau était encore salée au point où il s'arrêta.
Ne voyant pas arriver la corvette le Géographe, le capitaine du Naturaliste pensa qu'il pourrait la rencontrer à la baie des Chiens-Marins. Pour éviter les inconvénients d'une séparation, il ne voulut pas retarder sa marche pour l'examen très important sans doute, mais beaucoup trop long, de la Terre d'Edels ; il se borna à reconnaître quelques-uns de ses points principaux, et notamment la baie Gantheaume (en) et la bande dangereuse d'îles et de récifs connue sous le nom de Houtmans-Abrolhos.
Le Naturaliste jeta l'ancre à la baie des Chiens-Marins, le 16 juillet, quatre jours après le départ du Géographe. Il en repartit le 4 septembre suivant.
Son séjour sur cette rade devint utile par les travaux que j'exécutai de concert avec M. Faure, pour la description géographique de la partie méridionale de la baie. Je fus plus spécialement chargé de l'exploration de l'île Dirçk-Hartighs, du Passage-Épineux et de tout le développement de côte qui appartient au havre Henri-Freycinet. Je reconnus que la portion de terre qui s'étend du cap Lesueur à la pointe des Hauts-Fonds, n'appartenait point à une île, ainsi qu'on l'avait cru jusqu'alors et que l'indiquaient positivement nos anciennes cartes, mais qu'elle se rattachait à une grande presqu'île que je désignai sous le nom de presqu'île Péron.
M. Faure commença ses relèvements à la pointe des Hauts-Fonds. Il explora le havre Hamelin et l'île Faure, remarquable et précieuse à la fois par l'abondance des tortues excellentes que l'on y trouve dans la saison de la ponte, c'est-à-dire, dans le mois de juillet.
M. Ransonnet fit d'intéressantes observations des marées, tant sur la côte Nord de la presqu'île Péron, que sur île Dirçk-Hartighs : les résultats qu'il obtint se trouveront réunis à la fin de cet ouvrage.
Les mêmes motifs devaient nous rapprocher des mêmes lieux où déjà s'était rendu le Géographe ; nous quittâmes donc la baie des Chiens-Marins, pour nous diriger sur Timor, que nous regardions comme le point de ravitaillement le plus convenable à nos besoins. Nous reconnûmes, en faisant route, les îles de Nouveau-Savu, Benjoar, Savu et Simâô, et jetâmes l'ancre dans la baie de Coupang, sur l'île de Timor, le 21 septembre. Nous opérâmes de cette manière, et pour ainsi dire par hasard, notre réunion avec le Géographe.
Plusieurs travaux du plus grand intérêt eurent lieu pendant notre séjour à Coupang. MM. Bernier et Henri Freycinet s'attachèrent surtout à multiplier les observations de longitude par les distances lunaires. MM. Péron et Lesueur réunirent d'importantes données sur la topographie de la baie, et M. Boullanger, quelques documents pour en fixer l'ensemble.
Après avoir renouvelé leurs provisions et pris divers rafraîchissements, les corvettes françaises remirent en mer le 13 novembre 1801, pour se rendre à la partie la plus australe de la Terre de Diémen,,. La dysenterie nous avait fait perdre à Timor un grand nombre de nos compagnons de voyage. Ce fléau destructeur nous accompagna encore après notre départ, et ne nous abandonna que lorsque nous fûmes parvenus dans les parties froides de l'hémisphère antarctique. Cette épidémie cruelle fut remplacée par une autre tout aussi meurtrière, le scorbut, qui nous mit dans la plus grande détresse, ainsi qu'on le verra plus bas.

### De Timor au Port Jackson
(du 13 novembre 1801 au 28 juin 1802)
En quittant Timor, nous fîmes route pour passer au Nord de Savu, dont nous eûmes connaissance le 15 novembre 1801. Le lendemain, nous aperçûmes le Nouveau-Savu, que nous doublâmes au Sud d'assez près.
Notre projet était de fixer la position des îles Trials ; mais contrariés par les vents d'O., nous ne pûmes atteindre que le 10 décembre la position que nos cartes assignent à ce groupe d'îles. Nous n'en eûmes cependant aucune connaissance, et ne remarquâmes même nul indice de leur proximité.
Depuis les 15° jusque par les 28° de latitude, nous éprouvâmes sans interruption des vents de S. E. Ils furent encore dominants jusque par le 34e degré, mais interrompus quelquefois par ceux du S. O. ; au-delà, nous ne trouvâmes plus que des vents d'O., d'une intensité plus forte, et accompagnés presque sans cesse d'un temps humide et brumeux.
Nous eûmes la première vue des pitons de la Terre de Diémen. Nous doublâmes le cap Sud de cette grande île, à midi du même jour, et allâmes mouiller le soir, dans l'Est de l'île aux Perdrix, à l'entrée du canal Dentrecasteaux.
Nos corvettes s'avancèrent ensuite vers le port Nord-Ouest ; elles y établirent leur observatoire, et complétèrent leur provision d'eau et de bois. Les embarcations visitèrent diverses parties du canal ; M. Henri Freycinet remonta la rivière du Nord, plusieurs milles au-delà du point où s'était terminée la reconnaissance des géographes de l'amiral Dentrecasteaux,
Chargé d'une mission intéressante dans l'Est de la presqu'île du Nord, M. Faure découvrît le port Buache, le bassin Ransonnet, la rivière Brue, et acquit la certitude que la portion de terre désignée sous le nom d'île Tasman sur les cartes de Dentrecasteaux, n'est qu'une presqu'île jointe à la grande terre : il prouva, par conséquent, qu'il n'existait aucune communication directe entre la baie du Nord et la baie Marion (en).
Ainsi que cela avait eu lieu dans nos précédentes relâches, M. Bernier s'occupa de régler la marche de nos chronomètres, et fit les observations astronomiques nécessaires pour fixer la position absolue du lieu où nous nous trouvions.
Nous quittâmes le canal Dentrecasteaux le 17 février ; et le lendemain, après avoir doublé successivement les caps Raoul et Pillar, nous jetâmes l'ancre à l'entrée d'Oyster-bay, sur l'île Maria,.
Le temps du séjour de nos corvettes sur cette rade fut employé à diverses reconnaissances géographiques. MM. Henri Freycinet et Bernier firent la recherche du port Frédérick-Hendrik, qu'ils trouvèrent dans la position relative que lui assigne Tasman, Ils levèrent avec grand détail le plan de cette partie de côte.
L'île Maria devint aussi l'objet d'une expédition particulière qui fut confiée à MM. Péron et Boullanger. Trois jours furent employés à faire le tour de cette île, et à recueillir sur sa constitution, sa forme et ses productions diverses, les faits les plus précieux et les plus exacts.
Une troisième embarcation, aux ordres de MM. Faure et Bailly, fut envoyée au Nord ; elle devait reconnaître le groupe d'îles désigné par le capitaine Furneaux, et, après lui, tracé sur toutes nos cartes sous le nom d'îles Schouten.
Nos géographes découvrirent la baie Fleurïeu, et s'assurèrent que la plupart des terres que Furneaux avait prises pour des îles, ne sont réellement qu'une suite de presqu'îles attenantes au continent.
Il n'existe qu'une seule îles Schouten : quelques îlots se trouvent à sa partie Sud, circonstance qui s'accorde fort bien avec ce que Tasman avait vu, et qu'il a indiqué sur sa carte.
Pour compléter la reconnaissance des terres qui étaient dans notre voisinage, il restait encore à examiner la portion de côte qui s'étend depuis la baie Marion (en) jusqu'à la baie Fleurieu. Je m'occupai de ce travail, dont le résultat le plus important fut la découverte du port Montbazin (en).
Nos opérations étant ainsi terminées, et rien ne nous retenant plus au mouillage, nous remîmes sous voiles le 27 février pour continuer l'exploration de la côte orientale de la Terre de Diémen, Parvenus au 42e degré de latitude, où MM. Faure et Bailly avaient cessé de s'avancer au Nord, notre Commandant résolut de faire continuer par ses embarcations la géographie de toute la portion de côte qui nous restait à voir jusqu'au détroit de Banks. MM. Boullanger et Maurouard furent désignés pour cet objet, et s'embarquèrent, en conséquence, dans le grand canot du Géographe. Ils avaient ordre de revenir tous les soirs à bord ; et le Commandant devait, à cet effet, naviguer toujours à petite distance de terre, sans jamais perdre de vue son canot. Telles furent les instructions remises à MM. Boullanger et Maurouard, dans l'après-midi du 6 mars.
Ils commencèrent leurs relèvements à la hauteur du cap Tourville ; mais nos compagnons étaient destinés à subir les plus rudes épreuves. Le Géographe, qui avait pris la bordée du large, n'était point en vue à la fin du jour : dans la nuit, il se sépara de la corvette le Naturaliste, et nos amis ne purent revenir à bord de leur vaisseau. Le lendemain, quoique privés entièrement de nourriture, ils poursuivirent leur route au Nord, en continuant de faire l'exploration de la côte. La découverte de l'île Maurouard (ceb) leur fournit un abri salutaire contre les fureurs de l'océan, et leur procura aussi pour subsistance quelques oiseaux de mer et de l'eau douce.
Ne voyant point paraître le Géographe, ils s'avancèrent jusqu'au détroit de Banks, où ils trouvèrent par hasard le brick anglais le Harrington (en), capitaine Campbell, qui leur donna l'hospitalité. Le Naturaliste arriva bientôt dans les mêmes parages, et recueillit cette embarcation, qui ne put elle-même rejoindre le Géographe que quatre mois après, et lors de notre relâche à la colonie anglaise de la Nouvelle-Galles.
Cependant, les inquiétudes étaient très vives à bord du Commandant. Deux jours entiers avoient été employés, sans aucun succès, à la recherche de son canot. Séparé de sa conserve le Naturaliste, et ayant espoir de la rencontrer dans le Nord, le Géographe se décida à faire route pour le détroit de Bass. Le mauvais temps le tint plusieurs jours éloigné de l'île Waterhouse (en), désignée comme point de rendez-vous. Il y arriva enfin le jour même où le Naturaliste, désespérant de l'y voir venir, en était parti pour aller le chercher dans le Sud.
Ainsi s'opéra la seconde séparation de nos corvettes. Nous allons rendre compte successivement des travaux de chacune d'elles, depuis cette époque jusqu'à l'instant de leur relâche et de leur réunion au port Jackson.
Ce fut le 28 mars que le Géographe commença sa belle mais périlleuse reconnaissance de la terre Napoléon, : MM. Bernier et H. Freycinet, chargés d'en faire la géographie, poursuivirent sans interruption cet important travail, pendant toute la campagne.
Le 8 avril au soir, étant en vue de la presqu'île Fleurieu et de l'île Decrès, on rencontra la corvette l'Investigator (en), commandée par le capitaine Flinders, naviguant, comme nous, en découvertes. Cet officier est le même qui avait déjà publié plusieurs cartes intéressantes de la terre de Diémen et du détroit de Bass, fruit du premier voyage qu'il fit dans les mers australes, en 1798 et 1799.
Notre Commandant pénétra dans les deux golfes Joséphine et Bonaparte, d'où il fut chassé par la multiplicité des bancs et le tirant d'eau trop fort de son navire. Il fut obligé de renvoyer à une seconde campagne la reconnaissance complète de ces deux grands enfoncements.
Il visita toute la côte septentrionale de l'île Decrès, les îles Vauban (en), Berthier, Catinat, Laplace, le groupe des îles Jérôme, les îles Saint-Pierre et les îles Saint-François. Tous ces travaux le conduisirent jusqu'au 8 mai, c'est-à-dire, au commencement de l'hivernage.
À cette époque, les vents d'O. soufflaient avec fureur; l'atmosphère continuellement brumeuse et humide, le ciel chargé de pesants nuages, étaient à la fois contraires à la perfection de nos travaux géographiques, et préjudiciables à la santé de l'équipage, qui se trouvait réduit au dernier point de détresse.
Le scorbut, en effet, exerçait depuis longtemps les plus affreux ravages. Une relâche était indispensable ; il fallut bien s'y décider : la route fut, en conséquence, ordonnée au Sud. Le Géographe se
dirigea vers la terre de Diémen, où l'on avait le projet de faire de l'eau et du bois. Il y arriva le 20 mai, jeta l'ancre dans la baie de l'Aventure, sur la côte Orientale de l'île Bruny, et séjourna deux jours à ce mouillage. Il en repartit le 22, doubla l'île Maria par le Sud, et demeura sur la côte pendant treize jours, vainement occupé à vérifier quelques positions géographiques fixées déjà par nos précédentes opérations.
Tous ces retards épuisèrent de plus en plus un équipage qu'une épidémie cruelle tourmentait depuis longtemps. Le 4 juin, il ne restait plus que quatre matelots valides. Il fallut enfin céder à la nécessité, et se diriger vers cette relâche si utile et si vivement désirée, le port Jackson.
Le Géographe parvint à l'entrée de ce port le 17 du même mois. Les vents avaient été jusqu'alors favorables à sa route ; mais lorsqu'il lui fallut louvoyer pour donner dans la passe, ses évolutions, qui, malgré que des palans fussent frappés sur toutes les manœuvres, ne purent se faire que vent arrière, le faisaient aller en dérive, loin de le faire gagner au vent.
Près de toucher au lieu de son salut, il lui aurait été sans doute impossible d'y atteindre, si le gouverneur anglais, M. King, auquel on avait rendu compte des manœuvres de ce bâtiment, n'eût deviné son état de détresse, et ne lui eût envoyé les secours dont il avait un si pressant besoin.
Ce fut sous de pareils auspices que le Géographe entra dans le port le 20 juin, et qu'il put trouver un terme aux vicissitudes cruelles qui l'avaient accablé durant sa longue et périlleuse navigation.
Nous avons laissé la corvette le Naturaliste, inquiète sur le sort de sa conserve, quittant le mouillage de l'île Waterhouse (en), où elle était demeurée longtemps, pour aller pousser ses recherches dans le Sud, Le capitaine Hamelin présumait que le Géographe avait éprouvé des avaries considérables ; sans cela, aurait-il pu concevoir que le Commandant eût abandonné volontairement son canot et son équipage sur une côte déserte, et qu'il eût négligé de venir au rendez-vous où lui-même était resté à l'attendre pendant plusieurs jours. Malheureusement, toutes ces combinaisons, quelque vraisemblables qu'elles pussent être, étaient encore loin de la vérité ; mais il n'était donné qu'au temps d'expliquer une énigme aussi étrange. Il doit suffire de montrer ici quelles ont été les conséquences de nos calculs dans la circonstance dont il s'agit.
Le Naturaliste s'avança de nouveau jusqu'à l'île Maria : ne trouvant aucun indice de sa conserve, il revint dans le détroit de Bass, visita lui-même, ou fit examiner par ses embarcations, tous les ports, tous les mouillages où il présumait que le Commandant aurait pu relâcher; c'est ainsi que la baie de Kent fut reconnue par MM. Faure, Leschenault et Bailly ; que le Port Dalrymple le fut par M. Faure et par moi, et le port Western par MM. Milius, Faure et Leschenault. Ces expéditions diverses avaient encore un autre but d'utilité, celui de réunir de précieux matériaux sur la géographie des parties les plus intéressantes du détroit de Bass. Dans les chapitres de cet ouvrage où nous devons présenter l'ensemble de nos observations, nous ferons connaître d'une manière plus précise la part que chacun de nous a prise à ces travaux ; nous insisterons sur l'importance qu'ils méritent et sur le degré de confiance qu'on peut leur accorder.
Trompé dans ses espérances, et privé de la quantité de vivres nécessaire pour continuer plus longtemps la recherche qu'il avait commencée, le capitaine Hamelin prit la résolution d'aller se ravitailler au port Jackson ; il y arriva le 25 avril : le Géographe n'y était point encore. Il embarqua les vivres qui lui étaient indispensables, remit sous voiles le 18 du mois suivant, et se dirigea vers le Sud
de la terre de Diémen. Mais toutes les fureurs de l'hiver austral se faisaient sentir dans ces parages, et le scorbut s'était déjà déclaré à bord du bâtiment. Il était désormais inutile de lutter contre tant de difficultés. Le seul parti raisonnable était celui d'une prompte relâche; ce fut aussi à quoi l'on s'arrêta. La route fut donc ordonnée au Nord. Le 28 juin, nous arrivâmes à la hauteur du port Jackson, où nous entrâmes le même jour ; nous eûmes la satisfaction d'y rencontrer notre conserve et nos amis, pour lesquels nous avions eu de si vives et de si légitimes inquiétudes,

### de Port Jackson à Timor
(du 28 juin 1802 au 6 mai 1803)
Il est doux, après de grandes fatigues et de cruelles privations, de goûter quelques instants de repos : mais, lorsque aux extrémités du monde, si loin de sa patrie, on retrouve chez un peuple ennemi les secours les plus généreux, les consolations les plus affectueuses, le cœur s'ouvre alors à de flatteuses impressions ; la pensée se reporte avec complaisance sur ces précieux effets de la, civilisation européenne, effets que des esprits chagrins ont voulu méconnaître, mais qu'une sage comparaison avec les mœurs farouches des hordes de sauvages rend plus évidents et plus touchants encore,
Notre séjour au port Jackson dura cinq mois. Sous tous les rapports, il nous fut salutaire. Nos vaisseaux, fatigués par une navigation non interrompue de près de deux ans, exigeaient, de grandes réparations ; ils furent radoubés : nos équipages, faibles et languissants, recouvrèrent la santé; enfin, nous pûmes remplacer et compléter les vivres et les autres munitions qui se trouvaient consommées.
Cependant les pertes successives que nous avions faites, en diminuant la masse de nos équipages, rendaient désormais nécessaire de renvoyer en France l'un de nos bâtiments, en ne lui laissant que le nombre d'hommes strictement indispensable pour effectuer sa traversée ; cette résolution était aussi conseillée par l'obligation de faire parvenir en France les collections d'histoire naturelle rassemblées depuis le commencement de la campagne, ainsi que les
cartes, les mémoires et les observations qui se trouvaient alors rédigés. Le Naturaliste fut désigné pour cet objet, et on lui remit ce précieux dépôt du fruit de nos recherches. Un nombre considérable de plantes vivantes, de graines de toute espèce et quelques animaux particuliers à la Nouvelle-Hollande, furent embarqués sur le même bâtiment, et destinés à enrichir notre pays.
Le Commandant ne pouvait avoir oublié que la grandeur de son navire ne lui avait pas permis de terminer l'exploration des deux golfes de la Terre Napoléon ; il lui fallait, pour achever ce travail, un bâtiment d'un plus petit tonnage. Il n'hésita pas d'en faire l'emplette. Il y avait alors sur les chantiers de la ville de Sydney, une goélette de vingt-neuf pieds de longueur, très convenable à l'objet auquel on la destinait ; elle fut réunie aux bâtiments de l'expédition, et nommée le Casuarina, à cause du bois dont elle était construite.
Le commandement m'en fut confié, et je quittai la corvette le Naturaliste, où j'étais embarqué en qualité de premier lieutenant, pour m'occuper des dispositions nécessaires à la nouvelle campagne que j'allais entreprendre.
Mon armement fut terminé au commencement d'août : nous aurions repris la mer à cette époque, si les travaux qui s'exécutaient à bord du Géographe et du Naturaliste, eussent été achevés.
Pendant que les officiers des corvettes s'occupaient des réparations et de l'approvisionnement de leurs vaisseaux, que nos infatigables naturalistes Péron, Lesueur, Depuch et Leschenault, examinaient et recueillaient de tous côtés les faits divers qui s'offraient à leurs regards, notre astronome M. Bernier poursuivait ses observations accoutumées, et obtenait de précieux résultats. Ainsi chacun de nous s'attachait à remplir la tâche glorieuse qu'il s'était imposée au commencement du voyage, bien convaincu que de cet ensemble d'efforts devait dépendre le succès de l'expédition.
Tous nos préparatifs étant terminés, nous quittâmes le port Jackson, à quatre heures du matin, le 18 novembre 1802, et fîmes route pour le détroit de Bass. Le Naturaliste navigua de conserve avec nous : il devait nous accompagner jusqu'à l'île King, qui était le point de rendez-vous désigné, en cas de séparation.
Le 25, nous nous trouvions à l'entrée du détroit et dans le N. E. des îles des Furneaux ; nous éprouvâmes un coup de vent de S. S. O. qui souffla pendant plusieurs jours avec une extrême furie, et faillit être funeste au Casuarina. Le 6 décembre, nos trois navires mouillèrent dans la baie des Éléphants, sur l'île King.
Trois jours après, le Naturaliste reçut ses dernières instructions, et appareilla pour se rendre en Europe. Il atterrit à l'Île-de-France où il débarqua quelques malades ; fut arrêté le 27 mai 1803, en vue des côtes d'Angleterre, et conduit à Portsmouth par la frégate la Minerve, capitaine Charles Bullen ; relâché ensuite le 6 juin, il entra le lendemain dans le port du Havre, d'où il était parti deux ans sept mois et dix-huit jours auparavant.
Tel fut le sort de notre conserve. Pour nous, naviguant dans les parages orageux des mers australes, entourés de périls sans cesse renaissants, il nous restait encore bien des rivages à parcourir, bien des travaux à terminer, avant de revoir notre terre natale. Le Casuarina avait beaucoup souffert pendant le mauvais temps ; ses coutures étaient entrouvertes, et il ne faisait pas moins de trois pouces d'eau à l'heure. Tous les calfats et charpentiers du Géographe travaillèrent aux réparations dont il avait besoin. Remise bientôt en état de tenir la mer, cette goélette fut expédiée, le 7 décembre, pour faire la géographie des îles Hunter, situées à la partie N. O. de la terre de Diémen. Ce travail était d'une grande importance. M. Boullanger me fut adjoint pour l'exécuter ; et malgré le mauvais temps et les orages dont nous fumes sans cesse assaillis, nous parvînmes à compléter nos opérations en dix-neuf jours.
Pendant l'absence du Casuarina, le Géographe fît reconnaître l'île King. M. Faure, chargé d'en faire le plan, s'en acquitta avec beaucoup de distinction. Cette île n'ayant été jusqu'alors fréquentée que par quelques pêcheurs anglais, il est le premier qui en ait fait le tour. Il ne trouva aucun port sur toute cette île; et les divers mouillages qui s'y rencontrent, sont tellement mauvais, que le Géographe, après avoir eu ses câbles coupés par le fond, fut deux fois obligé de gagner le large pour se mettre en sûreté.
Je n'ai parlé que de nos opérations géographiques; cependant nos autres observateurs ne demeuraient pas oisifs; ils se livraient avec ardeur à leurs savantes recherches. M. Bernier, établi sur le rocher des Éléphants, où il avait dressé son observatoire, s'occupait de la vérification de nos montres marines, tandis que mon estimable ami, M. Péron, réunissait sur l'île King et sur les pêcheries lucratives que les Anglais y ont formées, les détails les plus curieux et les plus intéressants.
En quittant le détroit de Bass, nous nous rendîmes directement à l'île Decrès, dont nous avions à terminer l'exploration commencée dans la campagne précédente. Le 2 janvier 1803, nous atterrîmes au cap Sané, qui gît à son extrémité Orientale. Le Casuarina se tint fort près de terre, tandis que le Géographe, suivant une route parallèle, naviguait à une plus grande distance. Les journées du 2 au 7 janvier furent employées à examiner toutes les côtes de l'Est, du Sud, de l'Ouest et du Nord de cette grande île. Enfin, nous arrivâmes dans la baie Bougainville (en), où nous jetâmes l'ancre à peu de distance et dans l'Est du cap Delambre.
Le Géographe resta vingt-six jours à ce mouillage, pendant lesquels la description générale de la baie fut complétée. M. Ransonnet visita avec détail l'anse des Hauts-Fonds, ainsi que celle des Phoques. Le port Daché (en) fut reconnu à son tour par MM. Faure et Montbazin ; mais il est tellement encombré de bancs, que les plus petites embarcations pourraient seules venir y chercher un refuge. M. Bernier plaça ses instruments sur la côte Orientale de la baie ; il y observa avec persévérance. Ses travaux, joints à ceux de M. Henri Freycinet, nous ont été d'une grande utilité. MM. Péron, Leschenault et Bailly enrichirent de leur côté les sciences naturelles et la physique d'une foule de faits précieux, qui doivent être présentés ailleurs avec tout l'intérêt qui leur appartient.
Des travaux d'un autre genre, mais non moins recommandables sans doute, étaient exécutés par M. Ronsard. En appareillant de l'île King, la chaloupe du Géographe avait été engloutie. Cette embarcation était d'une nécessité indispensable, et M. Ronsard entreprit d'en faire construire une autre à bord : il en fit sur-le-champ préparer toutes les pièces, et l'on commença à les assembler. Avant de quitter le mouillage, la construction de cette chaloupe était fort avancée ; elle fut terminée sous voiles, presque entièrement avec le bois recueilli sur l'île King et sur l'île Decrès.
Le séjour prolongé de la corvette le Géographe sur cette dernière île, n'avait pas seulement pour objet l'examen détaillé de la baie Bougainville (en) : j'avais été expédié avec le Casuarina pour compléter la reconnaissance des deux golfes de la Terre Napoléon, et l'on m'avait donné l'île Decrès pour lieu de rendez-vous
Je devais n'employer que vingt jours à faire cette exploration intéressante : mais le Commandant, pour s'assurer que je n'outrepasserais pas ses ordres, voulut que je n'emportasse de l'eau que pour un mois, se réservant de faire compléter cette provision à mon retour. Il me fut signifié que si je n'étais pas arrivé à l'époque fixée (le 31 janvier), le Géographe ne m'attendrait pas davantage, et continuerait ses opérations le long de la côte, en se rendant aux îles Saint-François, dont la géographie n'était point terminée.
Je partis le 10 janvier 1803, à dix heures du soir, ayant à mon bord M. Boullanger, ingénieur hydrographe, qui m'avait été adjoint. Nous employâmes les journées du 11 au 18 à visiter le golfe Joséphine, et nous nous occupâmes ensuite de l'examen du golfe Bonaparte. Je savais que l'embouchure de celui-ci était plus vaste
que celle du premier golfe, et je conjecturai avec raison que sa profondeur était aussi plus considérable. Je me hâtai, en conséquence, d'en prolonger les bords. Le 22, je parvins à son extrémité Septentrionale. Je crus y voir l'embouchure d'une rivière ; mais le défaut d'un canot et la grande multiplicité des bancs m'empêchèrent d'y pénétrer. Je louvoyai pour revenir au Sud, et continuer mon exploration. Le 28 au soir, j'arrivai dans le magnifique port Champagny, mais j'eus à peine le loisir de jeter un coup d’œil rapide sur son ensemble dans la journée du 29.
Quoiqu'il me restât quelques points à voir en dehors et dans le Sud de ce port, l'époque fixée pour mon retour m'obligea d'abandonner la côte, J'avais encore trente lieues à faire pour rejoindre le Géographe, et je me trouvais au bout de ma provision d'eau. Toutefois je pensais que deux jours devaient me suffire ; et si les vents m'eussent favorisé, je serais arrivé au rendez-vous avant l'instant prescrit par mes instructions : il devait en être autrement. Les calmes me retardèrent, et je n'éprouvai d'ailleurs que des vents peu favorables, ou même tout-à-fait opposés à la route que j'avais à suivre. Enfin, le 1er février, j'arrivai à la vue, de l'île Decrès ; c'était un jour plus tard qu'il ne le fallait, et déjà le Géographe était sous voiles. À deux heures après midi, nous l'aperçûmes à l'horizon, gouvernant à l'O. avec un sillage très rapide. À trois heures 10' il était par notre travers au vent et à une lieue de distance. Je revirai sur lui ; je m'attendais à le voir mettre en panne ou laisser porter sur moi ; ce fut en vain : aucun changement ne fut ordonné dans sa route ni dans sa voilure. Incapable dès lors de suivre sa marche rapide, je lie perdis bientôt de vue.
Étonné de ces manœuvres, et ne concevant rien aux motifs qui pouvaient engager le Commandant à me délaisser ainsi dans l'état de détresse où il me savait réduit, je forçai de voiles, en suivant la route que le Géographe tenait encore au moment où nous avions cessé de le voir : mais bientôt, et comme pour rendre toute espèce de réunion impossible, le Commandant revira de bord à la nuit, changea de route, revint sur l'île Decrès, et par ces dernières combinaisons, plus inexplicables encore que les précédentes, la séparation des deux navires fut consommée.
Je continuai de courir à l'Ouest jusqu'au 2 février. Le lendemain, je fis gouverner au N. O., dans l'intention de rallier les îles Saint-François, où je croyais que le Géographe devait se rendre. Ce même jour, à cinq heures du matin, je me trouvais par le travers de l'île la Caille et de l'île Chappe, qui font partie du groupe des îles Laplace ; j'en découvris une troisième qui avait échappé aux recherches antérieures du Géographe, et que je nommai île Fermat. Au coucher du soleil, j'en découvris encore trois autres, qui se rattachent au groupe des îles Jérôme, et que je désignai sous le nom îles du Vétéran. Le 5 février, je découvris deux nouvelles îles ; je les nommai île Desbrosse et île d'Après.
Le 6 et le 7, je louvoyai, malgré le mauvais temps, entre les îles Saint-François et les îles du Géographe, sans rencontrer aucun indice de la présence de ma conserve, et même sans trouver un lieu propre au mouillage. Fatigué par la force du vent et par l'inutilité de mes recherches, je me décidai enfin à faire route pour le port du roi George, à l'extrémité Occidentale de la Terre de Nuyts. Les motifs de cette détermination n'étaient que trop impérieux : la franche-ferrure de mon gouvernail était cassée; il ne restait plus à bord de l'eau que pour quatre jours, et j'avais trois cents lieues à faire pour atteindre le seul point de la côte où je pusse m'en procurer... Cette résolution prise, la ration d'eau, déjà très faible, fut encore réduite de moitié, et celle de biscuit diminuée de trois onces. Malgré de telles privations, il est horrible de le dire, la moindre contrariété dans les vents devait entraîner notre ruine.
Ce fut avec cette effrayante perspective, qu'après avoir déterminé la position du récif du Casuarina, je pris la route de l'Ouest, en donnant l'ordre de faire, jour et nuit, toute la voile que le bâtiment pourrait porter.
Le ciel sembla sourire à nos efforts ; pendant six jours entiers, la brise ne cessa pas un instant de souffler bon frais de l'E. S. E. à l'E. N. E. par l'E., et conséquemment de nous pousser vent arrière sur le port. Nous l'atteignîmes enfin dans l'après-midi du 13 février. À cette époque, mon navire se trouvait tellement avarié, qu'il fallut aussitôt l'échouer sur la plage ; quelques bouteilles d'eau seulement restaient à bord...
Ainsi, sans cette circonstance, véritablement extraordinaire, de vents forcés pendant six jours, la mort la plus cruelle eût été pour nous le résultat d'une séparation aussi inconcevable.
Après s'être séparé du Casuarina, le Géographe fit route vers les îles Joséphine. Il mouilla dans la baie Murat le 7 février, et fit reconnaître par ses embarcations les divers détails de la côte. MM. de Montbazin, Péron et Bernier examinèrent l'île Eugène, l'anse Decrès, l'anse Suffren et la baie Murat, dont l'accès est dangereux et le mouillage peu abrité. L'anse Tourville fut explorée par MM. Ransonnet et Faure. Ces travaux terminés, on remit sous voiles le 11 février au matin. MM. H. Freycinet et Bernier complétèrent dans cette journée la suite de travaux géographiques qu'ils avaient commencée à la Terre Napoléon. Leurs derniers relèvements eurent lieu aux îles Labourdonnais, voisines de celles de Montenotte et du cap des Adieux, cette limite Occidentale de la Terre Napoléon, déterminée déjà lors de notre première campagne.
En quittant la côte, le Commandant se dirigea vers le port du roi George, où son projet était d'aller faire aiguade. II y arriva le 18 février, cinq jours après le Casuarina. Ce fut l'époque de notre réunion.
Nous fîmes sur ce point diverses observations astronomiques et géographiques, qui m'ont servi à dresser le plan général de ce port, M. Faure fut chargé d'examiner le havre aux Huîtres et le port du roi George proprement dit. M. Ransonnet poussa ses recherches dans l'Est du Mont Gardner, et découvrit une baie commode et spacieuse, dans laquelle il trouva au mouillage un brick américain, occupé de la pêche des phoques. Cette circonstance nous fît donner à l'enfoncement dont il s'agit, le nom de port des Deux-Peuples.
Le 1er janvier 1803, nos bâtiments s'étant approvisionnés d'eau et de bois, et le Casuarina ayant obtenu du Géographe un complément de quatre mois de vivres, nous remîmes sous voiles pour continuer nos opérations.
Le 6, je reçus ordre d'aller explorer une portion de la Terre de Nuyts, dans laquelle nous avions cru remarquer d'abord l'ouverture de quelque havre. Une brume épaisse me fit perdre de vue le Géographe ; j'avais ordre, dans ce cas, d'aller l'attendre à l'île Rottnest, et je m'y rendis sans délai. Tout en faisant route, je prolongeai la Terre de Leuwin et la baie du Géographe, dont je fis l'exploration, et j'arrivai au rendez -vous le 11 mars, dans la matinée. Le Commandant n'y parvint que deux jours après. Comme moi, il avait contourné la baie du Géographe ; mais il s'y était arrêté pour donner le temps à M. de Montbazin d'aller reconnaître le port Leschenault, situé dans le voisinage.
En quittant l'île Rottnest, je desirais explorer dans son ensemble cette même Terre d'Édels, dont le Naturaliste n'avait pu voir qu'un très petit nombre de points en 1801. J'aurais voulu surtout fixer avec exactitude l'intervalle qui sépare le continent d'avec les redoutables Abrolhos, dont la position est encore incertaine ; mais le Commandant ne le jugea pas à propos. Nous nous dirigeâmes en conséquence, l'un et l'autre, vers la baie des Chiens-Marins, où nous espérions ramasser quelques tortues.
Pendant le séjour que nous fîmes sur cette rade, je m'occupai à sonder la partie de ce vaste enfoncement comprise entre la presqu'île Péron, l'île de Dorre, l'île Bernier et le continent.
Le 23 mars, nous appareillâmes de nouveau pour commencer notre seconde exploration de la Terre de Witt. Après avoir reconnu le cap Murat, qui en forme l'extrémité Occidentale, et relevé à grande distance le groupe d'îles nommé précédemment îles de Rivoli, nous continuâmes à nous avancer vers l'Est.
Nous reconnûmes successivement les îles de Montebello, l'archipel de Dampier, et diverses parties des terres continentales. Le 2 avril nous traversâmes le banc des Amphinomes, sur lequel le Géographe se trouva en grand danger d'échouer ; il parvint cependant à s'en dégager sans accident. Arrivé à la hauteur du cap Bossut, le Casuarina, qui naviguait à très petite distance de terre, fut porté tout-à-coup sur un brisant étendu, qu'il traversa au milieu des lames et par deux brasses d'eau. Le 8, nous dépassâmes l'île Gantheaume, de six milles de longueur, l'île Carnot et les îles de Lacépède, derrière lesquelles aborda le célèbre Dampier, en 1688.
Dans notre précédente campagne, nous avions cru remarquer que le cap Mollien appartenait au continent. Une bande de brume et la grande distance où nous étions de terre furent cause de cette erreur. Nous reconnûmes, le 5 avril, que ce cap se rattache à une île de trois Jieues de longueur, que nous avons nommée île Adèle. Le 16 et le 17, nous ne fûmes pas en vue de la côte ; nous la ralliâmes le 18, à la hauteur des îles Champagny, et prolongeâmes pour la seconde fois, les îles nombreuses de l'archipel Bonaparte. Nous ne pénétrâmes point au milieu d'elles, et à peine pûmes-nous avoir connaissance des terres du continent qui se trouvaient au-delà. Le Casuarina ne reçut aucune mission particulière, et navigua toujours dans les eaux du Géographe, quelque pressantes que pussent être, d'ailleurs, mes sollicitations auprès du Commandant.
Nous mouillâmes le 24 auprès de l'île Cassini (ceb), où s'étaient terminés nos relèvements l'année précédente, et où nous suspendîmes encore une fois nos opérations pour aller relâcher à Timor. Avant de faire route pour cette relâche, je fus expédié pour reconnaître quelques pros Malais aperçus au milieu des îles de l'Institut. Ces bâtiments, expédiés de Macassar, au nombre de vingt-six, étaient occupés à la pêche des holothuries, espèces de mollusques très recherchées des Chinois, comme un puissant aphrodisiaque. Toutes les années une expédition semblable arrive sur les côtes de la Nouvelle-Hollande avec la mousson du N. O. ; elle en repart avec celle du S. E..
Je profitai de ma navigation entre ces îles, quelque rapide qu'elle pût être, pour en faire la géographie; je ne pus toutefois en prendre qu'une esquisse imparfaite, le temps dont je pouvais disposer étant extrêmement limité.

### de Timor en France
(du 16 mai 1803 au 16 avril 1804)
Depuis le 6 mai, où nous entrâmes dans la baie de Coupang, jusqu'au 3 juin, jour de notre départ, nous fûmes occupés sans cesse à compléter nos provisions de campagne, et à faire, à bord de nos bâtiments, les réparations nécessaires pour reprendre la mer. Notre astronome, M. Bernier, et M. H. Freycinet, continuèrent, pendant cet intervalle, les observations de distances lunaires, que dans notre première relâche ils avaient déjà beaucoup multipliées.
Nos relèvements à la Terre de Witt, ayant cessé à deux reprises différentes auprès de l'île Cassini (sv), il nous restait encore à explorer une portion de cette terre avant de parvenir au cap de Léoben, qui en forme la limite Orientale ; il fallait nous occuper ensuite de la Terre d'Arnheim, de celle de Carpentarie, et de la côte S. O. de la Nouvelle-Guinée, où devaient se terminer les travaux géographiques qu'il nous était ordonné de faire aux Terres Australes,
Quoique la mousson du S. E. vînt de s'établir, et se trouvât opposée par conséquent à la route que nous avions à faire, espérant toutefois que les courants d'O. pourraient encore lui être favorables,
notre Commandant se décida à quitter Timor, pour tâcher de s'avancer vers l'Est,
Nous partîmes, ainsi que je l'ai dit plus haut, dans les premiers jours du mois de juin ; le 4, nous reconnûmes l'extrémité Occidentale de Rottie et les îlots qui l'avoisinent ; et huit jours après, nous abordâmes de nouveau sur la côte de la Nouvelle-Hollande. Nous louvoyâmes péniblement jusqu'au 26 juin, au milieu du golfe Joseph-Bonaparte ; mais nous ne pûmes pas y faire un travail suivi ; il fallut se borner à la détermination de quelques points principaux, dont les plus remarquables sont le cap Rulhière, les îles Lacrosse (en), les îles Barthélémy, l'île Pérou et le cap Fourcroy (en). Parvenu à la hauteur du cap Helvétius, le Commandant sentit la nécessité de naviguer au large de terre ; il s'éloigna donc, et, donnant plus d'étendue à ses bordées, il s'avança jusque par les 8° 26' 33" de latitude Sud et 131° 10' de longitude Orientale, c'est-à-dire, à trente lieues dans le S. O. des îles Arrou.
Nous luttions depuis trente-quatre jours contre les éléments ; la mousson était dans toute sa force, et les courants nous drossaient considérablement dans l'O. : peut-être cependant eussions-nous pu atteindre la côte de la Nouvelle-Guinée, dont nous n'étions pas très éloignés à cette époque ; mais la situation de nos équipages épuisés par de longues privations, et sur lesquels la dysenterie exerçait de nouveau ses ravages, l'absence absolue de toute espèce de médicaments, la disette de diverses parties de nos vivres, engagèrent notre Commandant, grièvement malade lui-même, à terminer là ses opérations. Notre astronome M. Bernier venait de succomber sous le poids des fatigues : sa mort, en nous privant de l'un des membres les plus distingués et les plus laborieux de notre expédition, augmentait profondément les regrets que nous avait déjà fait éprouver plusieurs fois, durant le cours de ce pénible voyage, la perte d'un grand nombre de nos respectables collaborateurs.
Ce fut le 7 juillet, à dix heures du soir, que nous mîmes le cap sur l'Île-de-France. Cette circonstance causa une joie générale à bord ; car elle nous faisait entrevoir le terme prochain d'une navigation
malheureuse.
Le 11 juillet nous vîmes les hautes terres de la côte Méridionale de Timor, qui furent prolongées de fort près. Le 13, nous traversâmes, pour la dernière fois, le détroit de Rottie, et le lendemain nous doublâmes au Sud l'île Savu, à grande distance.
Nos corvettes naviguèrent de conserve jusqu'au 25 juillet. Séparées ensuite par un coup de vent, elles ne se rejoignirent qu'à l'Île-de-France. Le Géographe y aborda le 7 août, et le Casuarina douze jours plus tard.
En arrivant dans cette colonie, nous déposâmes entre les mains du Commandant les cartes, journaux, mémoires, et généralement toutes les observations que nous avions faites ou recueillies pendant le cours de la campagne. Chacun de nous fut tenu de donner sa parole d'honneur qu'il avait fait une remise fidèle et complète. Tous ces papiers, cachetés, furent réunis dans une caisse, et adressés à S. E. le Ministre de la marine.
Ici finit réellement notre voyage de découvertes, pour tout ce qui est relatif à la géographie. Il ne nous reste plus maintenant qu'à rapporter les principales circonstances de notre séjour à l'Île-de-France, et de notre retour en Europe. Quelques lignes suffiront à cet objet.
Le Casuanna n'étant plus nécessaire à l'expédition, je reçus ordre de le désarmer le 29 août 1803, et de passer avec mon équipage sur la corvette le Géographe. J'avais commandé cette goélette pendant onze mois, dont huit mois environ sous voiles.
Le 16 septembre, M. Baudin, commandant de notre expédition, mourut à la suite d'une maladie longue et cruelle. Il fut enterré le jour suivant avec tous les honneurs dus au rang qu'il occupait dans la marine militaire.
M. le capitaine de frégate Milius, embarqué dans le principe sur la corvette le Naturaliste, mais laissé ensuite au port Jackson pour cause de maladie, se trouvait à l'Île-de-France lors de notre arrivée ; à la mort de notre chef, il fut nommé au commandement du Géographe.
Nous séjournâmes quatre mois et demi à l'Île-de-France, et cette relâche nous fut très-salutaire. Après avoir pris le repos dont nous avions besoin, et fait à notre bâtiment les réparations qui étaient utiles, nous nous mîmes en route, le 16 décembre, pour revenir dans notre patrie.
Le 3 janvier 1804, nous relâchâmes au cap de Bonne-Espérance, pour y prendre quelques rafraîchissements. Nous nous remîmes en mer le 24 janvier. Dix jours après, nous passâmes à vue de l'île de Sainte-Hélène, et le 23 mars nous arrivâmes sur les côtes de France. Nous mouillâmes le lendemain en rade de l'île de Groix, et le 25 dans le port de Lorient.
La durée de notre voyage a été de quarante-un mois et demi hors des ports de France, et j'ai estimé à plus de dix-sept mille lieues marines ou vingt-un mille lieues moyennes de France, la somme des routes parcourues dans cet intervalle par la corvette le Géographe.
Après avoir déposé à terre nos collections nombreuses en objets d'histoire naturelle, nous commençâmes, le 14 avril, le désarmement de la corvette. Le 16, ce travail étant terminé, le bâtiment fut rendu au port, et notre équipage congédié pour trois mois.
Tel est le tableau sommaire de notre route et de nos opérations. C'est au public maintenant à juger des résultats ; nous allons lui en soumettre successivement toutes les parties.

## Publications au retour de la mission
- François Péron, Voyage de découvertes aux Terres Australes, exécuté par ordre de sa Majesté, l’Empereur et Roi, sur les corvettes le Géographe, le Naturaliste et la goëlette le Casuarina, pendant les années 1800, 1801, 1802, 1803 et 1804 : Livre I, de France à l'Île-de-France, inclusivement, t. 1er, Paris, Imprimerie impériale, 1807, 1re éd., 496 p. (lire en ligne).

- François Péron et Louis Claude de Saulces de Freycinet, Voyage de découvertes aux Terres Australes, exécuté par ordre de sa Majesté, l’Empereur et Roi, sur les corvettes le Géographe, le Naturaliste et la goëlette le Casuarina, pendant les années 1800, 1801, 1802, 1803 et 1804 : Livre I, de France à l'Île-de-France, inclusivement, t. 1er, Paris, Arthus Bertrand, 1824, 2e éd., 400 p. (lire en ligne).

- François Péron et Louis Claude de Saulces de Freycinet, Voyage de découvertes aux Terres Australes, exécuté par ordre de sa Majesté, l’Empereur et Roi, sur les corvettes le Géographe, le Naturaliste et la goëlette le Casuarina, pendant les années 1800, 1801, 1802, 1803 et 1804 : Livre III, de Timor à Port Jackson inclusivement, t. 2e, Paris, Arthus Bertrand, 1824, 2e éd., 532 p. (lire en ligne).

- François Péron et Louis Claude de Saulces de Freycinet, Voyage de découvertes aux Terres Australes, exécuté par ordre de sa Majesté, l’Empereur et Roi, sur les corvettes le Géographe, le Naturaliste et la goëlette le Casuarina, pendant les années 1800, 1801, 1802, 1803 et 1804 : Livre IV, de Port Jackson à la Terre d'Arnheim, t. 3e, Paris, Arthus Bertrand, 1824, 2e éd., 432 p. (lire en ligne).

- François Péron et Louis Claude de Saulces de Freycinet, Voyage de découvertes aux Terres Australes, exécuté par ordre de sa Majesté, l’Empereur et Roi, sur les corvettes le Géographe, le Naturaliste et la goëlette le Casuarina, pendant les années 1800, 1801, 1802, 1803 et 1804 : Suite du Livre IV, de Port Jackson à la Terre d'Arnheim, inclusivement retour en Europe, t. 4e, Paris, Arthus Bertrand, 1824, 2e éd., 356 p. (lire en ligne).

- Charles Alexandre Lesueur et Nicolas-Martin Petit, Voyage de découvertes aux Terres Australes, exécuté par ordre de sa Majesté, l’Empereur et Roi : Atlas par MM. Lesueur et Petit, Paris, Langlois, 1811, 96 p. (lire en ligne).

- Louis Claude de Saulces de Freycinet, Voyage de découvertes aux Terres Australes, historique : Atlas, deuxième partie, Paris, Langlois, 1811, 42 p. (lire en ligne), p. 5, 36.

- Louis Claude de Saulces de Freycinet, Voyage de découvertes aux Terres Australes, exécuté par ordre de sa Majesté, l’Empereur et Roi, sur les corvettes le Géographe, le Naturaliste et la goëlette le Casuarina, pendant les années 1800, 1801, 1802, 1803 et 1804 : Navigation et géographie, Paris, Imprimerie royale, 1815, 2e éd., 576 p. (lire en ligne).